# Baviera
Baviera (en alemán: Bayern, pronunciado /ˈbaɪ̯ɐn/ (escucharⓘ); en bávaro, Bayern), oficialmente Estado Libre de Baviera (Freistaat Bayern), es una región cultural y uno de los dieciséis estados federados de Alemania, siendo el más grande y el segundo más poblado de ellos, con 13,1 millones de habitantes. Se encuentra en el sureste del país, y su capital y ciudad más poblada es Múnich.
Baviera abarca parte de los Alpes orientales y el Danubio, segundo río más grande de Europa. Al norte del Danubio se encuentra el bosque bávaro y las Fichtelgebirge. Las ciudades más pobladas son Múnich, Núremberg, Augsburgo, Ratisbona, Ingolstadt, Fürth y Wurzburgo.
Baviera cuenta con una población de 12,9 millones de habitantes (diciembre de 2018), lo que representa alrededor del 15 % del total nacional. Su superficie es de 70 553 km² (algo menor a la de su vecina República Checa y equivalente al 20 % de Alemania). Los bávaros poseen una nacionalidad propia, según el artículo 6 de la Constitución bávara de 1946 (ratificada en 1998).

## Historia

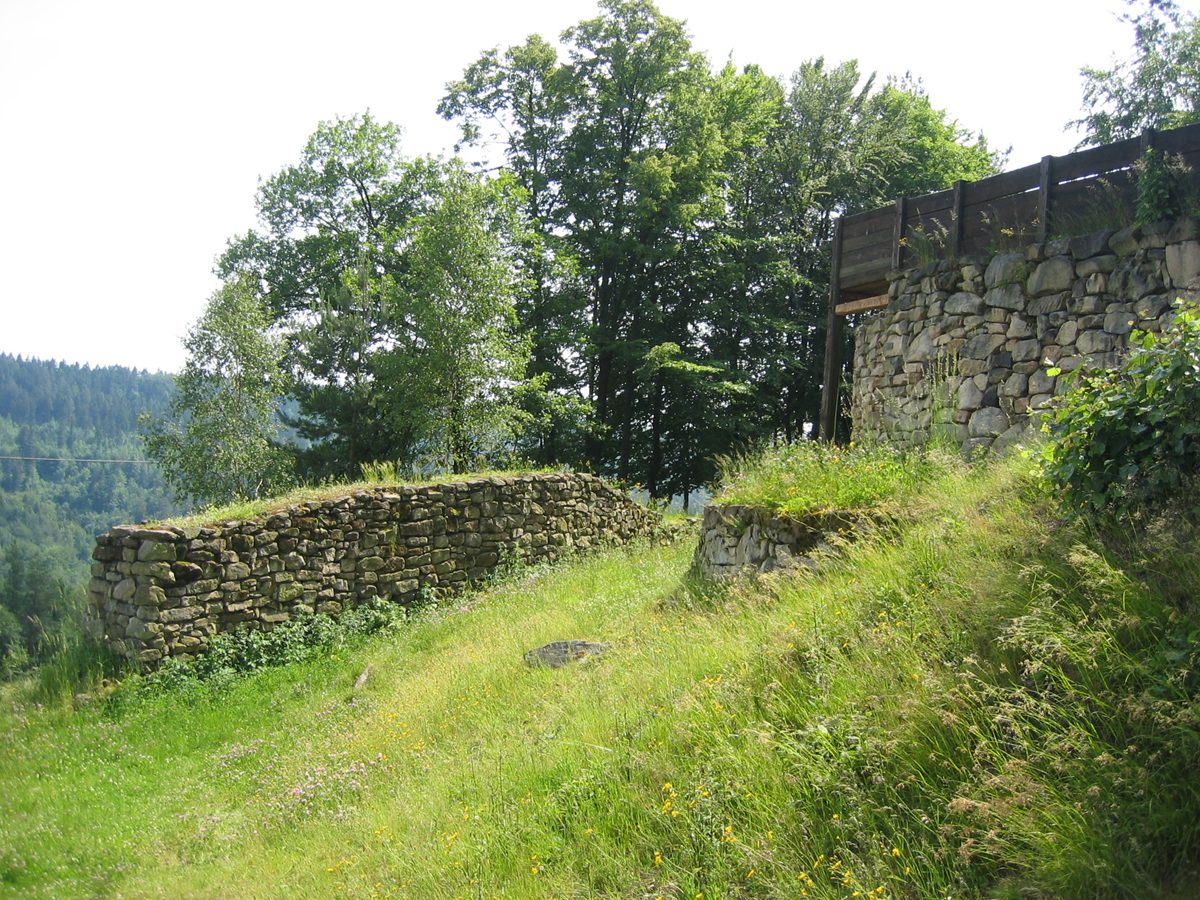
Heunischenburg prehistórico, cerca de Kronach

### Antigüedad
Las tierras bávaras fueron habitadas antiguamente por los celtas vindelicios e incorporadas, en parte, al imperio romano, formando parte de la provincia de Recia, cuyo centro administrativo era Castra Regina, conocida desde la Edad Media como Ratisbona.
En tiempos de las invasiones germánicas, los cuados, los marcomanos y los boios se instalaron en esta zona. Parece que los bávaros, que hablaban antiguo alto alemán, posiblemente no migraron desde otro lugar, sino que parecen haber surgido a partir de esos otros pueblos que poblaban la zona.
El nombre de bávaros (en latín, Bai(o)arii) significa "Hombres de Baia", que puede indicar Bohemia, la patria de los boios, celtas y más tarde de los marcomanos. Aparece por vez primera en fuentes escritas alrededor del año 520.

### Alta Edad Media
Los bávaros pronto cayeron bajo dominio de los francos, probablemente sin una lucha seria. Los francos vieron esta zona fronteriza como un tapón contra pueblos del este, como los ávaros y los eslavos, y como fuente de reclutas para el ejército. Desde alrededor de 554 a 788, la familia Agilolfinga gobernó en el ducado de Baviera.
La región fue convertida en un ducado franco. Tres duques antiguos son mencionados en fuentes francas: Garibaldo I pudo haber sido nombrado para el cargo por los reyes merovingios y se casó con la princesa lombarda Walderada cuando la iglesia le prohibió casarse con el rey Clotario I en 555. El sucesor de Garibaldo, Tasilón I, intentó sin éxito defender la frontera oriental contra la expansión de los eslavos y los ávaros alrededor del año 600. El hijo de Tasilón, Garibaldo II parece haber logrado un equilibrio de poder entre 610 y 616.
Durante siglo y medio, una sucesión de duques resistió las incursiones de los eslavos en su frontera oriental. El cristianismo, que había retrocedido en Baviera a partir de la época romana, entró en una nueva fase de expansión hasta que se puede considerar definitivamente cristianizado hacia el año 734, cuando san Bonifacio llegó a Baviera; organizó la Iglesia bávara y fundó o restauró obispados en Salzburgo, Freising, Ratisbona y Passau.
El reinado de los agilolfingos terminó con Tasilón III, a quien depuso Carlomagno. Su control de los pasos alpinos, su posición como aliado de los ávaros y el ser yerno del rey longobardo Desiderio son circunstancias que lo convertían en una amenaza seria para el reino franco que motivó a Carlomagno a destronarlo. En 788 los francos convocaron al duque a Ingelheim y le condenaron a muerte por traición. Carlomagno, sin embargo, lo perdonó. Tasilón entró en un monasterio y renunció formalmente a su ducado en Fráncfort en 794.
Gerardo o Geroldo, cuñado de Carlomagno, gobernó Baviera hasta su muerte en una batalla con los ávaros en 799. Entonces los condes francos asumieron el control de la administración y asimilaron esa tierra con el resto del Imperio Carolingio. Los bávaros no ofrecieron ninguna resistencia al cambio, entre otros extremos por la influencia unificadora de la Iglesia católica.
En la partición de 817, Baviera formó parte del lote de Luis el Germánico, rey de Francia Oriental, lo cual fue confirmado en 843 por el Tratado de Verdún. Luis hizo de Ratisbona el centro de su gobierno, y defendió Baviera con numerosas campañas contra los eslavos. Cuando dividió sus posesiones en 865, pasó a su hijo mayor, Carlomán, que había desarrollado ya tareas administrativas. En 899 Baviera pasó a Luis IV de Alemania, durante cuyo reinado se produjeron continuas invasiones de los húngaros. Según la tradición, el 5 de julio de 907 casi toda la tribu bávara cayó en la batalla de Presburgo contra estos enemigos.

### Baviera en el Sacro Imperio Romano Germánico
Arnulfo de Baviera, llamado "el Malo" reunió los restos de la tribu, hizo retroceder a los húngaros y se convirtió en duque de Baviera en 911, uniéndola con Carintia. En 920 el sucesor del rey Conrado I de Alemania, Enrique I el Pajarero de la dinastía sajona, reconoció a Arnulfo como duque, confirmando su derecho a designar a obispos, acuñar moneda y sancionar las leyes. Los estragos de los húngaros cesaron después de que fueran derrotados en la batalla de Lechfeld (955) y el ducado creció temporalmente cuando se le añadieron algunos distritos vecinos de Italia.
Entre 1070 y 1180, salvo algunos períodos de intervención imperial, Baviera estuvo gobernada por la dinastía de los Güelfos, sustituida por la de los Wittelsbach que duró hasta 1819. En 1070, el rey Enrique IV de Alemania depuso al duque Otón de Nordheim, concediendo el ducado a Güelfo I de Baviera, un miembro de una familia bávara influyente con las raíces en Padania.
Enrique X, llamado "el Soberbio", obtuvo también el ducado de Sajonia en 1137. Alarmado ante la unión de dos ducados tan poderosos, el rey Conrado III de Alemania depuso a Enrique y concedió Baviera al marqués Leopoldo IV de Austria. La lucha para su posesión continuó hasta 1156, cuando el emperador Federico Barbarroja, en su deseo de restaurar la paz en Alemania, convenció a Enrique XI para que entregase Baviera a Enrique el León, duque de Sajonia e hijo de Enrique el Orgulloso. A cambio, Austria fue elevada de una marca a un ducado independiente. Pero posteriormente se produjo un enfrentamiento entre el emperador y Enrique el León, a quien depuso en 1180.
Fue entonces cuando empezó una nueva era. El emperador Federico Barbarroja concedió el ducado a Otón, un miembro de la vieja familia bávara de Wittelsbach. Esta familia adquirió también el Electorado del Palatinado en 1214. Cuando Otón I ganó Baviera en Altenburgo en septiembre de 1180, las fronteras del ducado abarcaban el Böhmerwald, el Inn, las montañas y el río Lech, pero el duque ejerció su poder, de hecho, solo sobre sus dominios privados alrededor de Wittelsbach, Kelheim y Straubing.
Los esfuerzos de los duques para aumentar su poder y consolidar la unidad del ducado tuvieron cierto éxito, pero pronto quedó debilitado por las particiones entre diversos miembros de la familia. En los siguientes dos siglos y medio, la historia de Baviera es poco más que una crónica árida de divisiones territoriales.
La primera de estas divisiones ocurrió en 1255, cuando Luis II y Enrique XIII, que habían gobernado juntos durante dos años, se partieron su herencia: el primero se quedó con la parte occidental del ducado, luego llamada Alta Baviera, y el Palatinado y el segundo se aseguró la Baja Baviera.
En la época de la reforma protestante, Guillermo IV se alió con los Habsburgo, y ayudó al emperador Carlos V en su guerra contra la liga de Esmalcalda. Adoptó medida para frenar las doctrinas protestantes en su ducado: obtuvo del papa derechos sobre obispados y monasterios, e invitó a los jesuitas al ducado en 1541, quienes hicieron de la Universidad de Ingolstadt su centro en Alemania. Aunque al principio de su reinado, su hijo y heredero Alberto V hizo algunas concesiones a los protestantes, cerca de 1563 cambió su actitud, favoreció los decretos del Concilio de Trento y asumió los principios de la Contrarreforma. Esto, unido al hecho de que la educación pasó gradualmente a manos de los jesuitas, hizo que el protestantismo no siguiera progresando en Baviera. Patrocinó el arte, compró numerosas obras para la colección ducal e hizo construir espléndidos edificios en Múnich.

### Electorado de Baviera

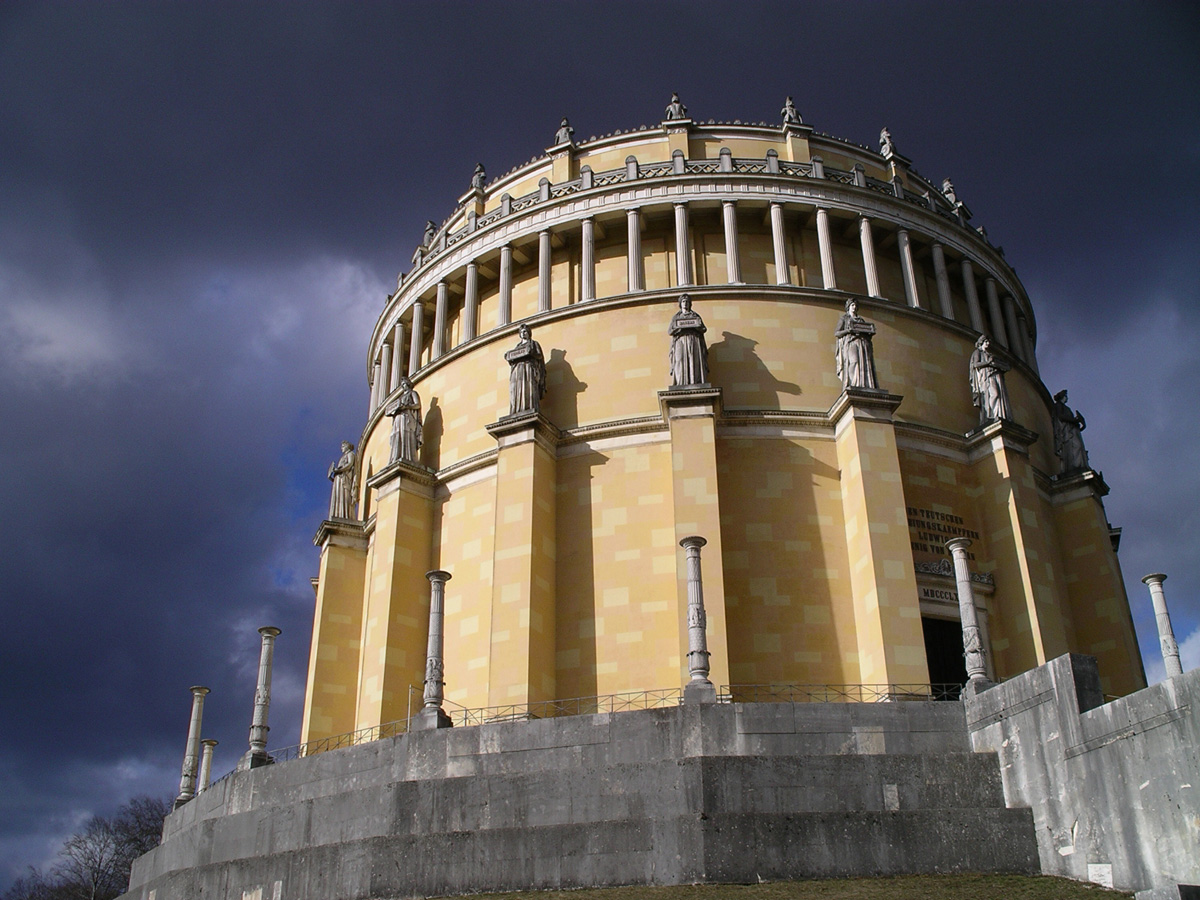
Befreiungshalle (Sala de la liberación), conmemora las victorias durante las Guerras napoleónicas.

En 1623 el duque Maximiliano I obtuvo la dignidad de elector. Reforzó y ordenó su ducado. Jugó un papel importante en la guerra de los Treinta Años; durante los primeros años de la que fue tan exitoso como para adquirir el Alto Palatinado y la dignidad electoral. A pesar de algunos reveses, conservó sus ganancias en la Paz de Westfalia (1648), lo que permitió que el ducado desempeñase un papel importante en la política europea.
Fernando María (1651-1679) hizo mucho por reparar los efectos de la guerra de los Treinta Años, recuperando la agricultura y la industria. Su hijo Maximiliano II (1679-1726) intervino del lado de Francia en la guerra de sucesión española, sufriendo la derrota en la batalla de Blenheim, cerca de Höchstädt, el 13 de agosto de 1704. Su hijo Carlos Alberto de Baviera (1726-1745) se opuso a la pragmática sanción que aseguró la sucesión de Austria a María Teresa, llegando a ser nombrado emperador en Fráncfort en 1742.
Por la paz de Füssen (1745), Maximiliano III (1745-1777) recuperó sus dominios a cambio de reconocer la pragmática sanción. Como monarca ilustrado, contribuyó a desarrollar la agricultura, la industria y la minería, además de fundar la Academia de Ciencias en Múnich. A su muerte se extinguió la línea bávara de la Casa de Wittelsbach. La sucesión pasó a Carlos Teodoro, el elector palatino, con lo que se unieron a Baviera el Palatinado, además de los ducados de Jülich y Iceberg.
La formación de un estado tan poderoso junto a sus fronteras, resultó ser intolerable para Austria, que reclamó una serie de señoríos que eran casi la mitad de la herencia bávara. Las protestas del heredero siguiente, Carlos II, duque de Zweibrücken apoyadas por el rey de Prusia, llevaron a la Guerra de Sucesión Bávara. Por la paz de Teschen (1779) el distrito del Eno (Innviertel) fue cedido a Austria y Carlos de Zweibrücken se aseguró la sucesión, si bien al morir antes que Carlos Teodoro, al final la sucesión recayó en el duque de Zweibrücken, Maximiliano.
En 1792 ejércitos revolucionarios franceses invadieron el Palatinado. Franceses y austriacos invadieron alternativamente el país, mientras que Carlos Teodoro de Baviera huyó a Sajonia. Por el tratado de Lunéville (1801) Baviera perdió el Palatinado y los ducados de Zweibrücken y Jülich.

### Reino de Baviera

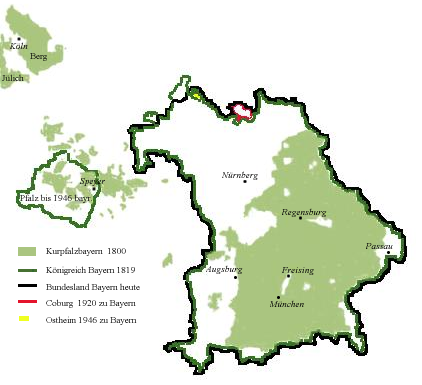
Baviera del en adelante.

Cuando Napoleón abolió el Sacro Imperio Romano Germánico, Baviera se convirtió en un reino en 1806 debido, en parte, a la Confederación del Rin. La alianza con Napoleón no significó, sin embargo, como sí les ocurrió a otros estados alemanes, que se convirtiera en una mera dependencia francesa. Y aunque tuvo que hacer concesiones territoriales, también se vio engrandecida por otros territorios que recibió. Se anexionó lo que actualmente es la región de Palatinado a la izquierda del Rin y Franconia en 1815. Entre 1799 y 1817, el ministro principal, conde Montgelas, siguió una política estricta de modernización; estableció el fundamento de las estructuras administrativas que sobrevivieron a la monarquía y son el núcleo duro que conservaron su validez hasta entrado el siglo XXI. En mayo de 1808 Maximiliano I aprobó una primera constitución, modernizada en 1818.

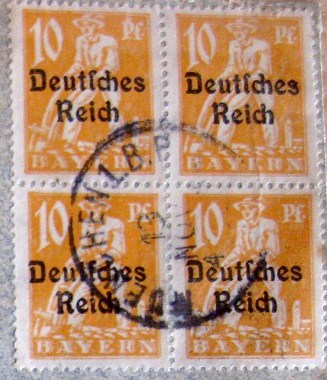
Sellos bávaros emitidos durante la época del imperio alemán.

Como parte de la Confederación germánica, sufrió la influencia de Austria hasta 1866. La constitución de 1818 hizo de Baviera un estado liberal. Luis I (1825-1848) hizo construir la Gliptoteca, la Residencia Nueva, la basílica, la universidad, la Feldhernhalle, entre otros monumentos. Luis I hizo que Baviera se uniese al Zollverein lo que fue de mucho provecho a este reino que aún era demasiado agrícola. El primer ferrocarril alemán, uniendo Furth con Núremberg fue inaugurado en 1835. Fue derrocado por una revuelta popular en 1848 durante la «Primavera de los pueblos». Participó en la guerra contra Prusia del lado austriaco. Pero después de Sadowa (1866), se inclinó hacia Prusia. De la mano de esta potencia intervino en la guerra franco-prusiana de 1870 contra Francia. Al proclamarse el imperio alemán (1871) se adhirió al mismo, conservando su categoría de reino y cierta autonomía administrativa. Fue una época de desarrollo industrial y de urbanización.

### Unlandde la República

Situación de Baviera en la República de Weimar.

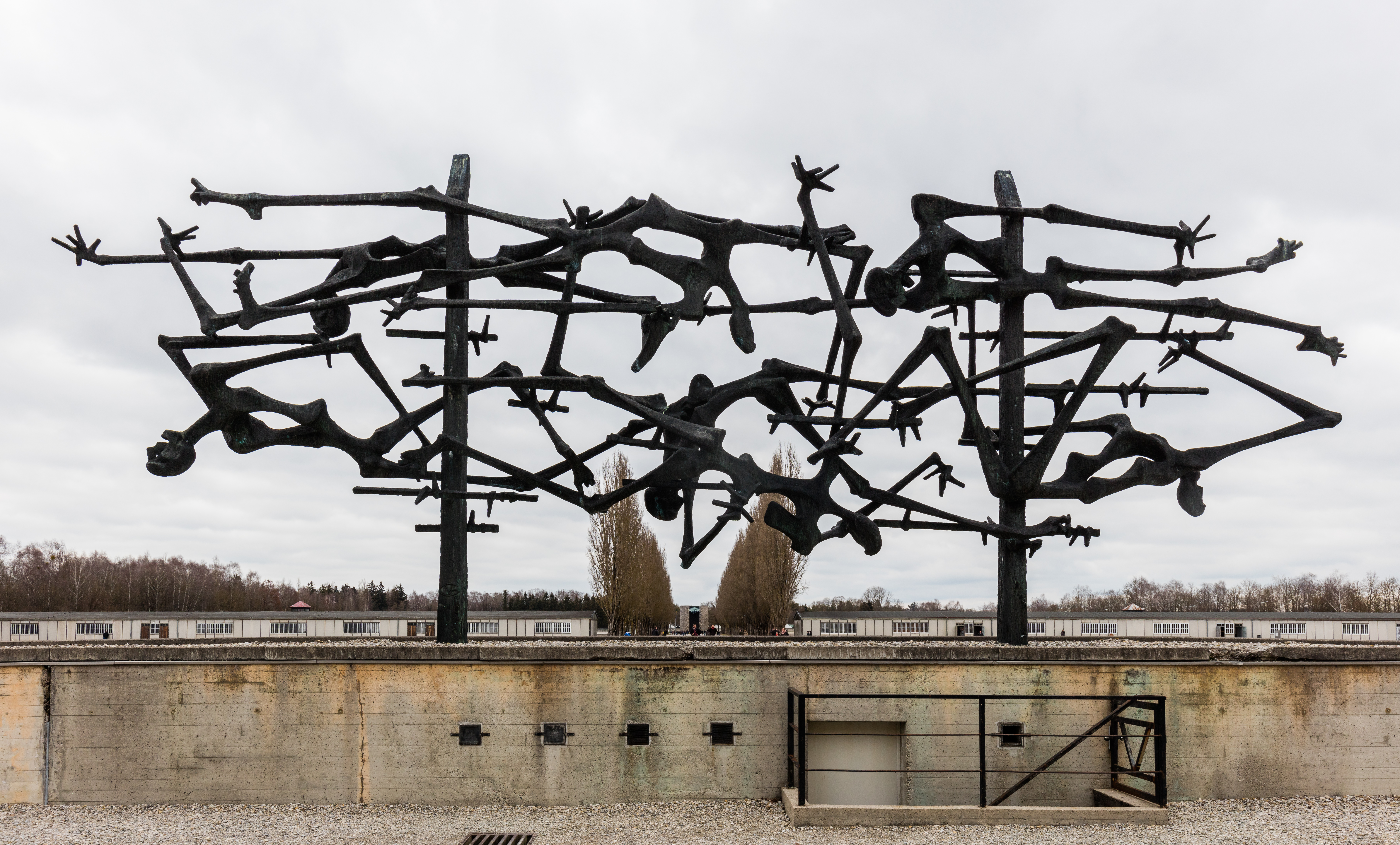
Escultura erigida en 1968, memorial del campo de concentración de Dachau.

Con el fin de la Primera Guerra Mundial, los Wittelsbach abandonaron el poder. Baviera adoptó un régimen republicano, integrándose en la República de Weimar. Conservó el Palatinado ocupado de 1918 a 1930 por los franceses y adquirió Coburgo en 1920.
Baviera fue el lugar de nacimiento del nazismo; aquí es donde Hitler protagonizó un golpe fallido (putsch de Múnich, 1923). En esta región se celebraron los grandes desfiles y congresos del partido nazi. Como centro industrial, Múnich fue intensamente bombardeada durante la Segunda Guerra Mundial y quedó dentro de la zona de ocupación estadounidense.[cita requerida]
Dotada de una nueva constitución en 1946, el Estado libre de Baviera se adhirió a la RFA en 1949, como un land más.
En la actualidad, Baviera es una de las regiones europeas con una economía más estructurada y sólida. Su producto nacional bruto supera por sí solo a 24 de los 27 Estados miembros de la Unión Europea. El rendimiento económico per cápita se sitúa claramente por encima de la media alemana y europea, con una de las tasas de desempleo más bajas de toda Alemania. Es uno de los lugares más activos del mundo en cuanto a investigación científica.

## Geografía

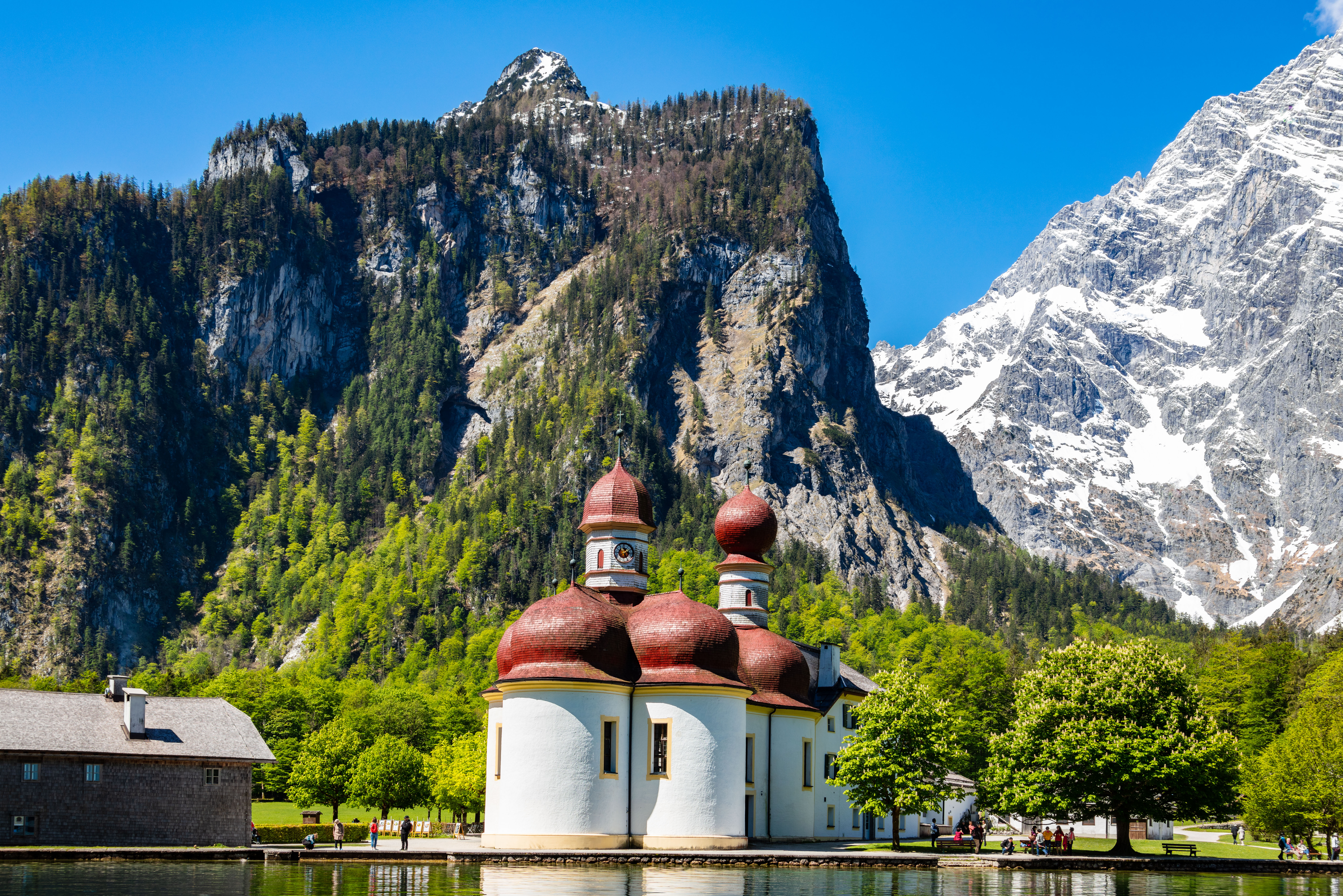
San Bartolomé, Lago del Rey.

Baviera comparte fronteras internacionales con Austria y la República Checa.
Entre los estados federados alemanes vecinos se encuentran Baden-Wurtemberg, Hesse, Turingia y Sajonia.
Los dos ríos principales que atraviesan el estado son el Danubio y el Meno, que están conectados entre sí por medio del Canal Rin-Meno-Danubio.
Las ciudades más importantes son Múnich, Núremberg, Augsburgo, Ratisbona, Wurzburgo, Ingolstadt, Fürth y Erlangen.

### Territorio y paisaje
Baviera, al ser una región interior, limita con los siguientes países: al este con la República Checa, al sureste y sur con Austria, al suroeste a través del lago de Constanza con Suiza; y con los estados federados alemanes de Baden-Wurtemberg (al oeste), Hesse (al noroeste), Turingia (al norte) y Sajonia (al noreste). 

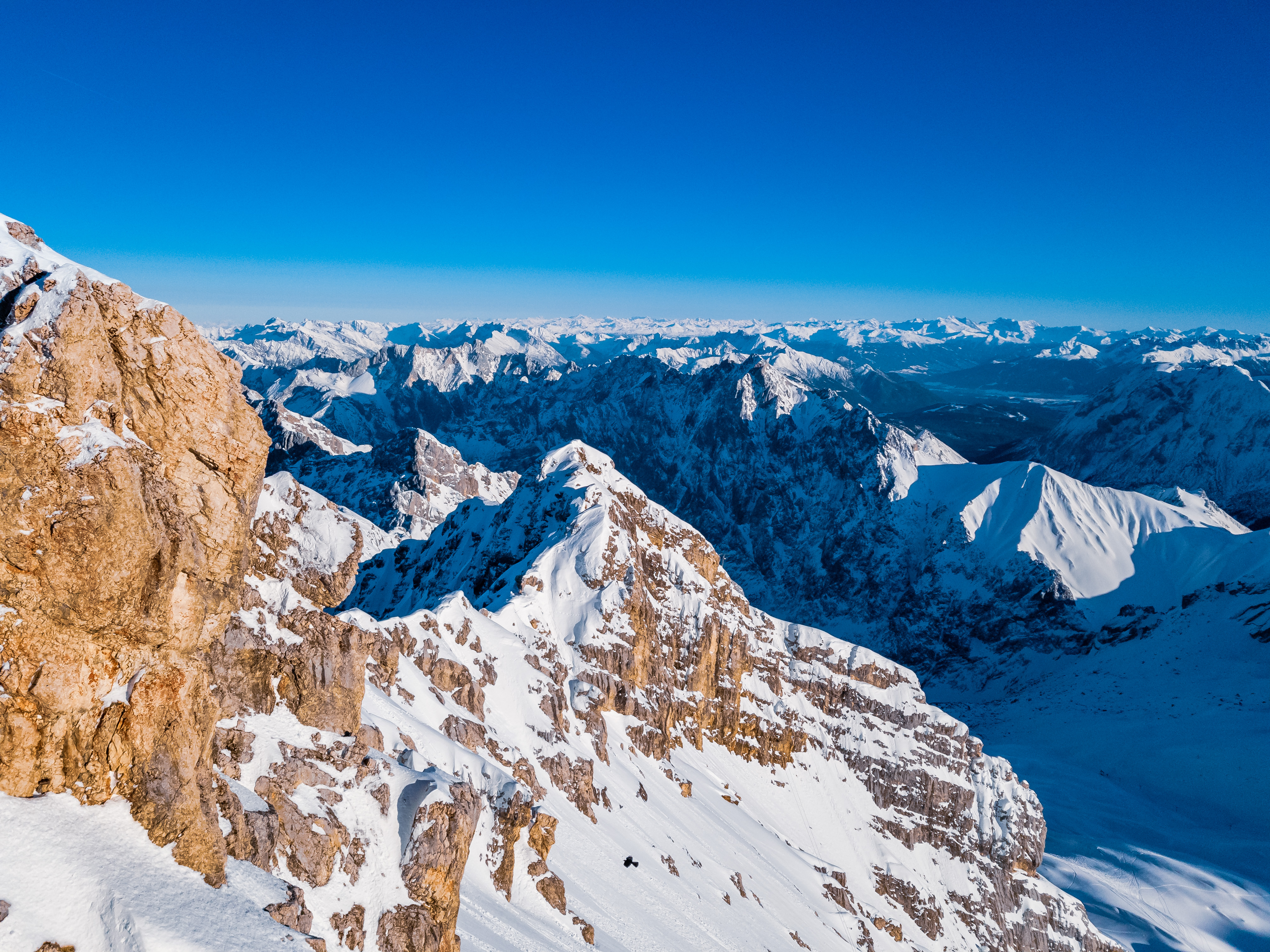
Los Alpes Bávaros

La frontera total del estado bávaro tiene 2705 kilómetros de longitud. Siguiendo el sentido de las agujas del reloj desde el oeste, Baviera limita con Baden-Wurtemberg (829 km), Hesse (262 km), Turingia (381 km), Sajonia (41 km), con las regiones checas de Karlovy Vary, Pilsen y Bohemia Meridional (357 km), con los estados federados austríacos de Alta Austria, Salzburgo, Tirol y Vorarlberg (816 km), así como con los cantones suizos de San Galo y Turgovia (19 km en total), aunque el trazado de la frontera en el lago de Constanza no está definido.
Hasta 1990, la frontera con Turingia, Sajonia y la entonces Checoslovaquia formaba parte del Telón de Acero. Por las instalaciones de seguridad fronteriza, representaba una separación física casi infranqueable entre la OTAN y el Pacto de Varsovia. En Prex existía un triángulo fronterizo entre tres países. No forman parte del territorio estatal bávaro ni del territorio federal alemán los bosques de Saalforsten en Austria, propiedad privada del estado de Baviera. En cambio, el bosque urbano de Cheb (históricamente parte de la ciudad checa de Eger) sí pertenece al territorio bávaro y es administrado por una fundación.
Baviera está situada en el sur de Alemania y abarca:
- Lago ArberLos Alpes Bávaros en el sur

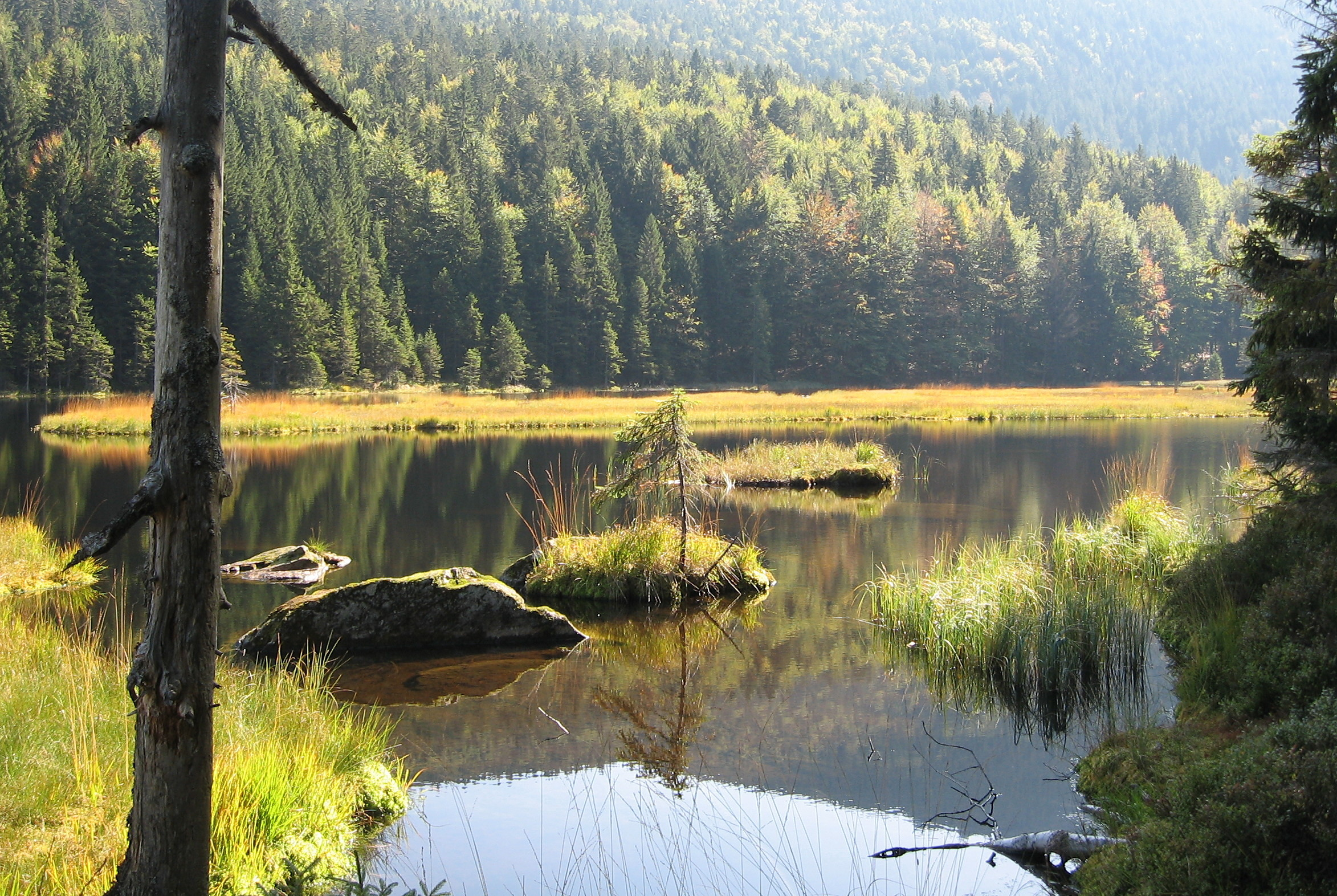
Lago Arber

- Al norte de ellos, la región prealpina hasta el Danubio, con los tres grandes lagos de la Alta Baviera
- La región montañosa del este bávaro
- El paisaje en terrazas de las sierras de Suabia y Franconia

Los Alpes Bávaros, en el extremo sur de Baviera, pertenecen a los Alpes Calcáreos del Norte. Baviera es el único estado federado alemán que tiene parte del territorio en los Alpes. Usualmente se consideran como “Alpes Bávaros” solo las cadenas montañosas situadas entre los ríos Lech y Saalach. En ese sentido estricto, los Alpes del Allgäu (anexados más recientemente al territorio bávaro) y los Alpes de Berchtesgaden no se incluyen en la definición estrecha de Alpes Bávaros. No deben confundirse con los Prealpes Bávaros, que lindan al norte con las montañas. 

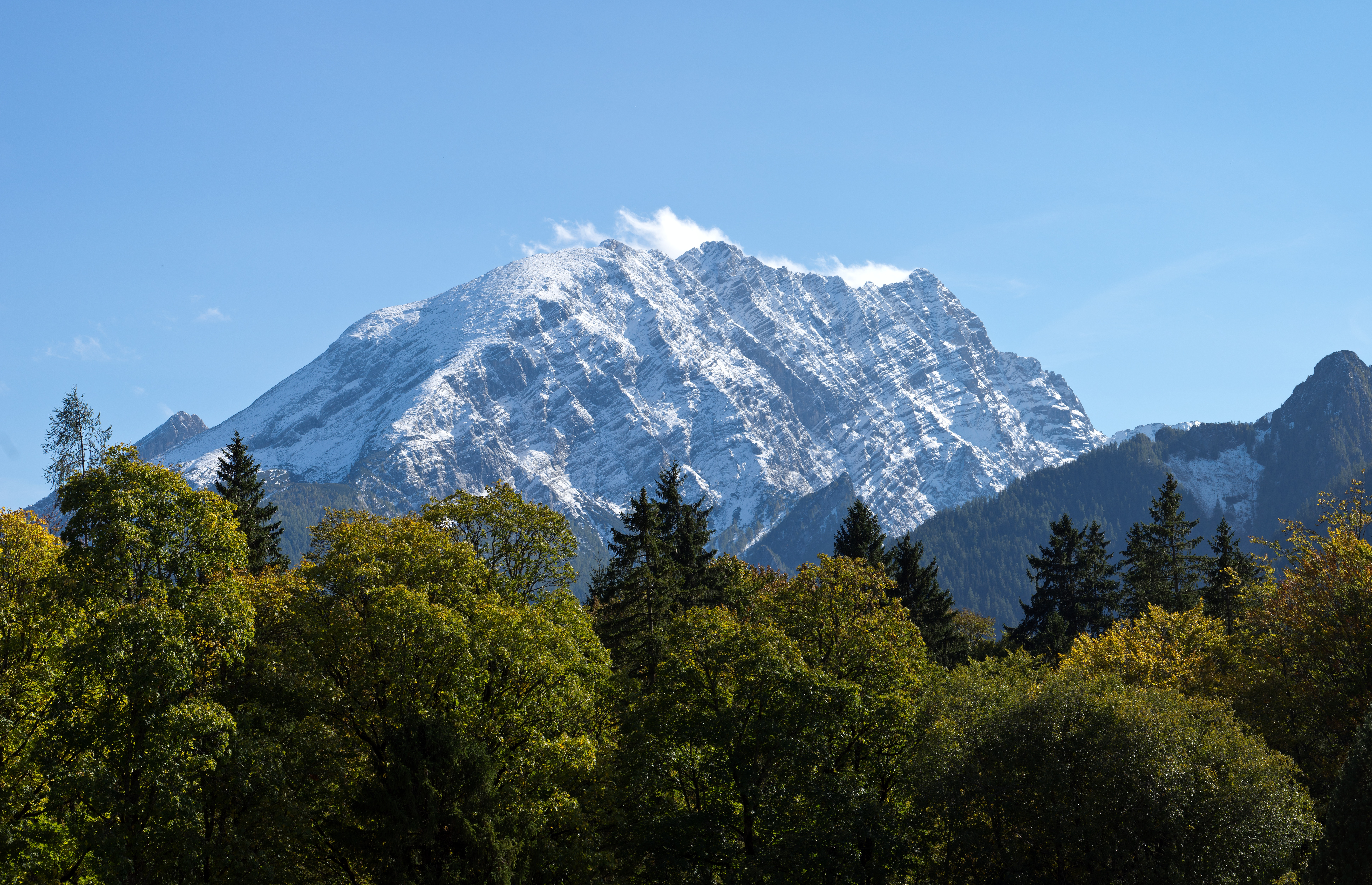
Watzmann, Alta Baviera

Estos comprenden la parte bávara de los Prealpes entre los ríos Loisach (al oeste) e Inn (al este). Mientras que los Prealpes tienen pocas paredes rocosas calcáreas prominentes, los Alpes muestran circos glaciares, lagos y característicos valles en forma de U formados en el Pleistoceno reciente. Los depósitos de ríos glaciares y, sobre todo, los propios glaciares originaron en la región prealpina un paisaje ondulado con lagos y turberas. En esta zona se encuentran regiones como Chiemgau, Fünfseenland y Allgäu.
Mientras que entre los Alpes y al sur del Danubio el relieve es plano a ondulado, al norte de esa línea hay varias sierras que superan los mil metros de altitud. Entre ellas destacan el Bosque Bávaro con el Großer Arber como la montaña más alta de Baviera fuera de los Alpes, y la sierra de Fichtel con el Schneeberg como el punto más alto de Franconia. La sierra de Franconia (Fränkische Alb), continuación geológica del Jura suizo y la sierra de Suabia, describe un arco en el norte de Baviera y separa partes de Franconia de la llamada “Altbayern”. Más al norte se encuentran numerosos montes testigos como el Hesselberg. El extremo suroeste de la sierra bordea el Ries de Nördlingen, que es el resto de un cráter de impacto originado durante el evento del Ries hace unos 14,6 millones de años.

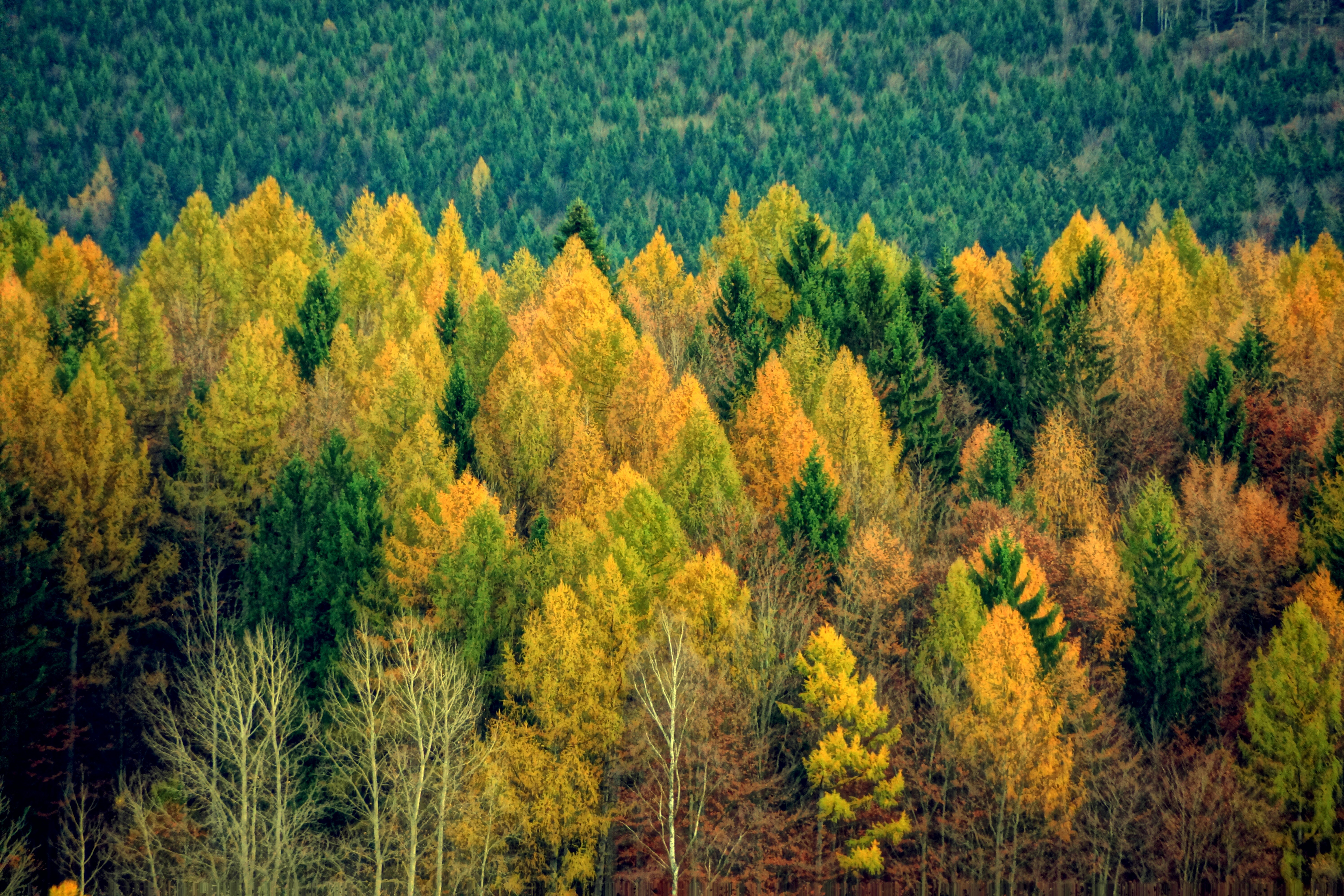
Bosque bávaro en Otoño

La región de Keuper-Lias Franconia, que incluye zonas como Aischgrund, Steigerwald y Frankenhöhe, se extiende hacia las planicies del Meno Francón. Al suroeste se encuentran las sierras medias del Odenwald, el Spessart y el Rhön. La mitad oriental de Baviera está dominada por sierras medias como el Bosque Bávaro o el Bosque de Franconia, donde se encuentra el mayor bosque continuo no fragmentado de Europa Central. También algunas partes del Vogtland forman parte de Baviera. El oeste de la Baja Franconia, como parte de la llanura del Rin, pertenece al Bajo Meno Bávaro.
El punto más bajo de Baviera está a unos 100 m sobre el nivel del mar (NHN), en la orilla del río Meno, cerca de Kahl am Main (Baja Franconia). El más alto se encuentra en el macizo de Wetterstein, en la cima del Zugspitze (2962 m s. n. m.), la montaña más alta de Alemania. 
Las 30 cimas más elevadas de Alemania se hallan en los Alpes Bávaros, concentradas en los macizos de Wetterstein, Berchtesgaden y Allgäu. La cumbre más alta de los Alpes de Berchtesgaden es el Watzmann (2713 m), y en los Alpes del Allgäu, la Hochfrottspitze (2649 m). El Großer Arber en la región del bosque de Bohemia / Bosque Bávaro es, con 1455,5 m s. n. m., la montaña más alta de Baviera fuera de los Alpes.

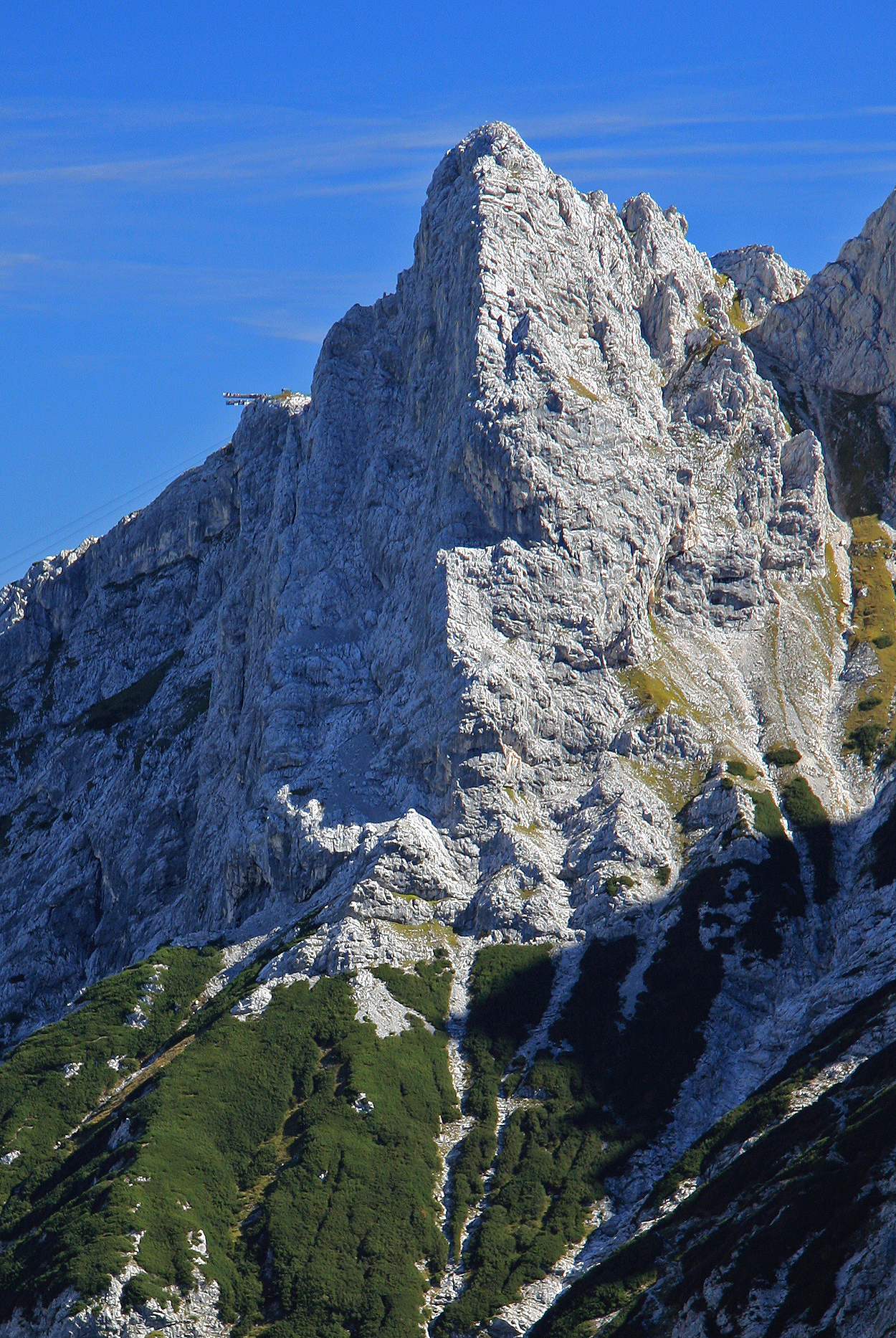
El Monte Höllentorkopf

El centro geográfico de Baviera se encuentra unos 500 metros al este de la localidad de Kipfenberg, en el distrito de Eichstätt. Históricamente, varios lugares en Baviera se consideraban el centro de Europa. Desde la adhesión de Croacia a la Unión Europea el 1 de julio de 2013, el centro geográfico de la UE se encontraba en el distrito de Aschaffenburg, en el barrio de Oberwestern de la localidad bávara de Westerngrund. Desde la salida del Reino Unido el 31 de enero de 2020, el nuevo centro de la UE se sitúa en el distrito de Wurzburgo, en el barrio de Gadheim del municipio de Veitshöchheim.

### Hidrografía
El río más importante del país es el Danubio; este fluye en la mitad sur del territorio de oeste a este, entra al país en Ulm y lo abandona en Passau, donde cruza hacia Austria. Sus principales afluentes en Baviera, en dirección descendente, son:
- Desde el sur: Iller, Lech, Isar e Inn

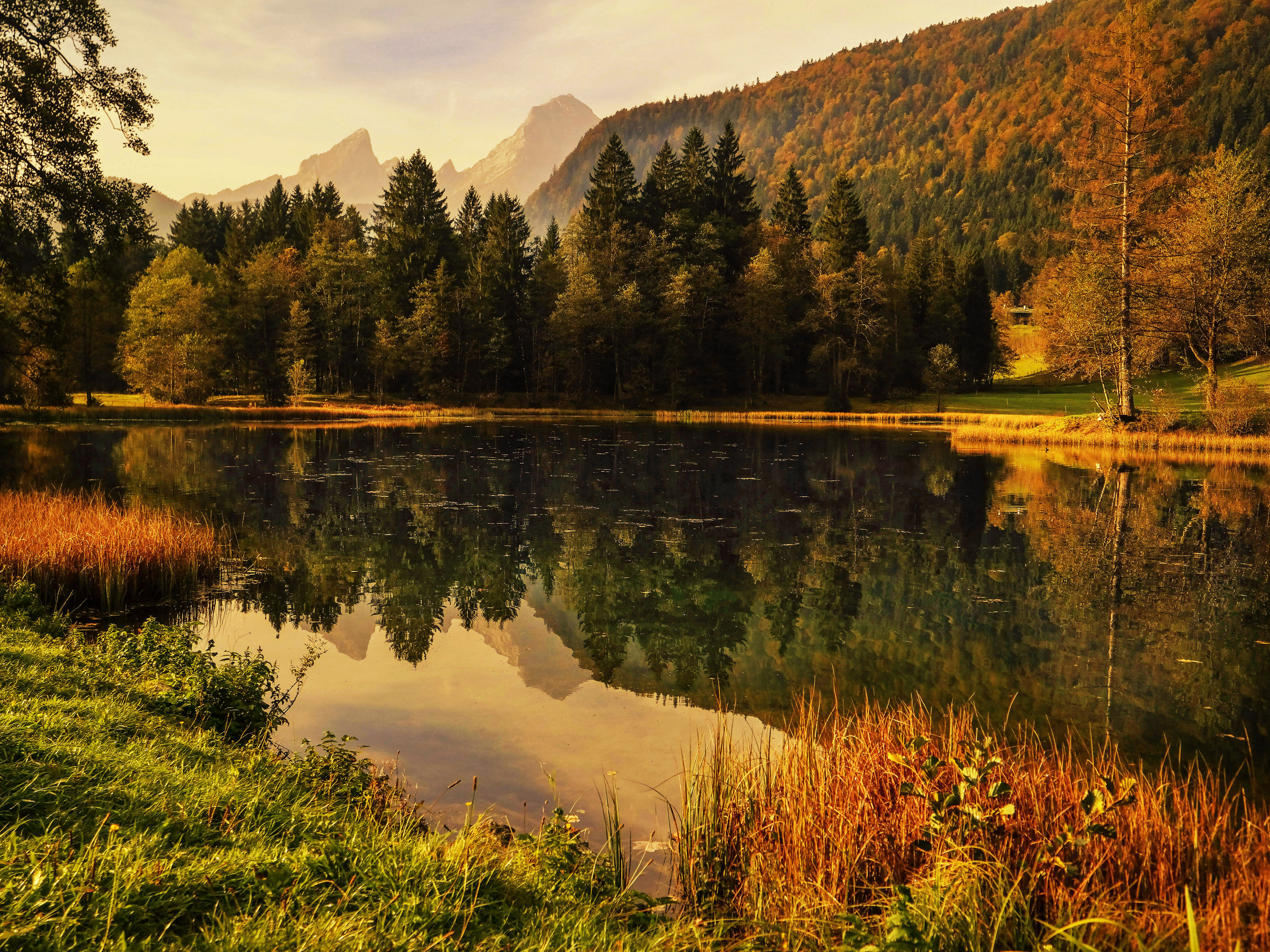
El Böcklweiher en otoño con vista al Watzmann

- El Böcklweiher en otoño con vista al WatzmannDesde el norte: Wörnitz, Altmühl, Naab y Regen

Los cuatro afluentes meridionales nacen en los Alpes y son más caudalosos. Inn y Lech, debido a su largo curso superior y origen alpino, suelen transportar al desembocar incluso más agua que el propio Danubio.
La mayor parte de Franconia está drenada por el río Meno, que fluye de este a oeste hacia el Rin. En su recorrido, notablemente curvado, forma el llamado "triángulo del Meno" y "cuadrángulo del Meno". Sus principales afluentes en Baviera son el Regnitz y el Tauber por la izquierda, y el Saale Franconio por la derecha. En el noreste de la Alta Franconia y de la Baja Baviera nacen afluentes izquierdos del Elba: el Saale Sajón, el Eger y el Moldava Fría, que es uno de los ríos fuente del Moldava.
En los paisajes de morrenas terminales del sur de la llanura prealpina septentrional existen numerosos lagos que a veces se extienden hasta las montañas, como el Tegernsee, el Starnberger See y el Schliersee. Baviera también tiene parte del Lago de Constanza, el mayor lago de Europa Central occidental. El lago más grande dentro de Baviera es el Chiemsee. Al norte de los Montes de Franconia se crearon embalses que forman la región de los lagos de Franconia. Estos sirven para regular el agua en el norte de Baviera, especialmente para abastecer el Canal Meno-Danubio, una vía fluvial clave de la región. En los Alpes, en 1924, se inauguró la central hidroeléctrica del Walchensee, que aprovecha el desnivel natural entre el Walchensee, que actúa como “embalse superior”, y el Kochelsee, como “embalse inferior”, para generar energía.

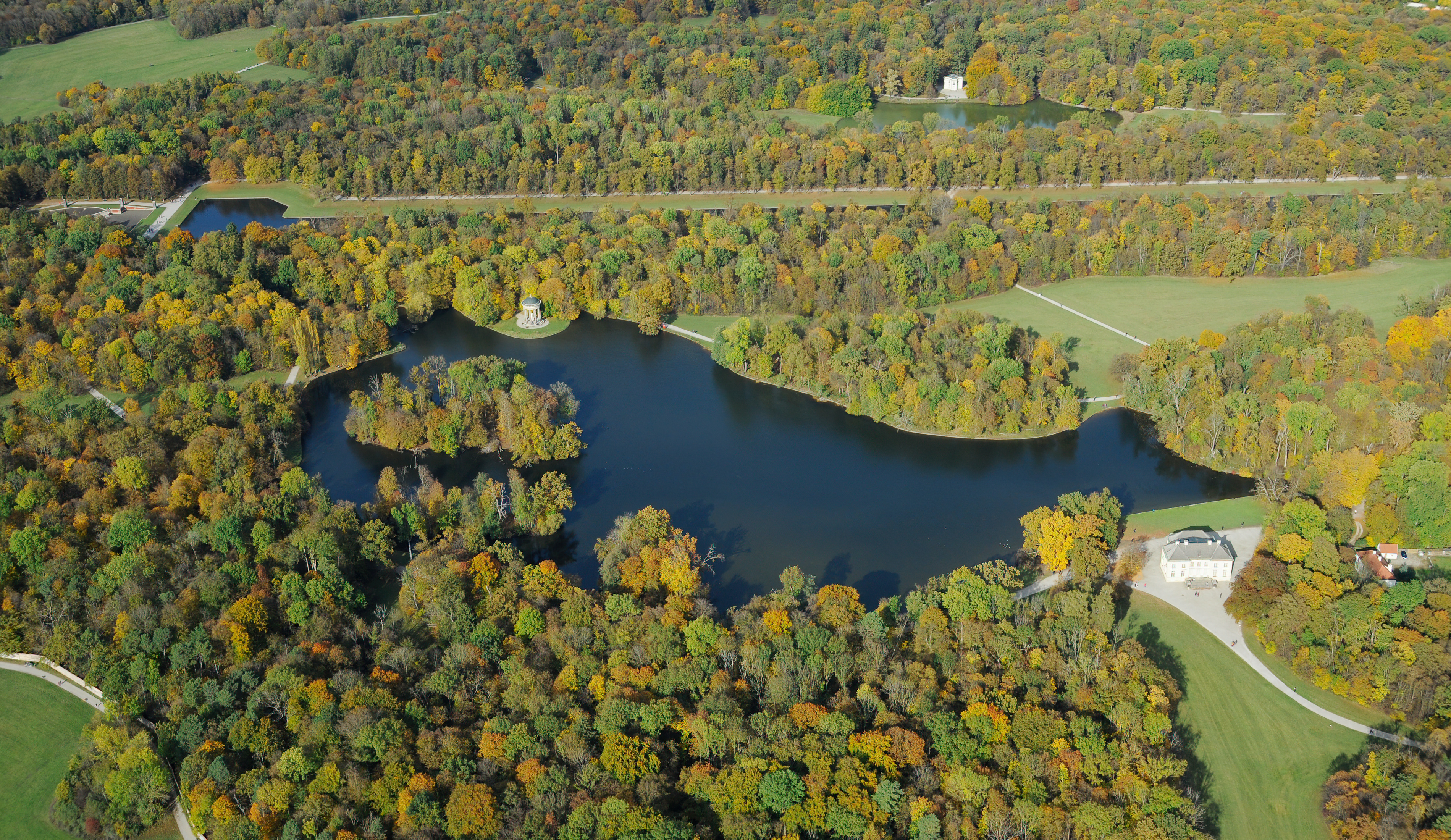
Imagen aérea del lago Badenburg (vista desde el sur).

Por partes de Baviera cruza la divisoria hidrográfica principal de Europa, que separa el sistema fluvial que desemboca en el Rin del que va hacia el Danubio.

### Áreas protegidas
En Baviera se encuentran el Parque Nacional del Bosque Bávaro y el Parque Nacional de Berchtesgaden. Las reservas de la biosfera reconocidas por la UNESCO son la Reserva de la Biosfera de Berchtesgadener Land y la Reserva de la Biosfera de Rhön. Hay 18 parques naturales en Baviera, siendo el más antiguo el Parque Natural del Valle del Altmühl, fundado en 1969.
En el estado de Baviera han sido designados por la Oficina Estatal Bávara de Medio Ambiente (hasta marzo de 2017):

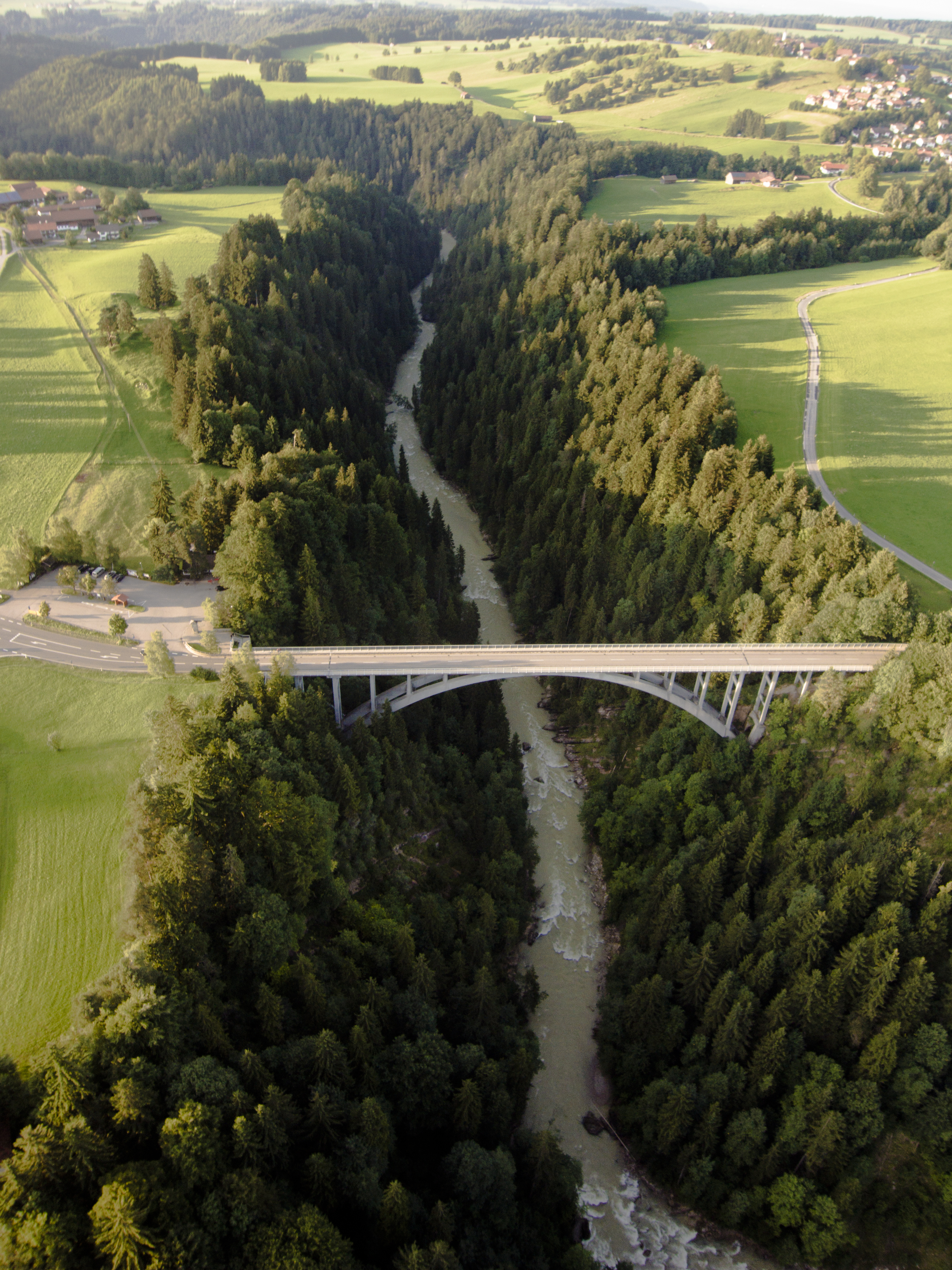
Valle del río bávaro Ammer con el Echelsbacher Brücke (puente), cerca de Bad Bayersoien

- 603 áreas protegidas (Naturschutzgebiete)
- 702 zonas de protección paisajística (Landschaftsschutzgebiete)
- 674 áreas de hábitat de fauna y flora (FFH-Gebiete)
- 84 zonas de protección para aves de la UE (Europäische Vogelschutzgebiete)
- 160 reservas forestales naturales (Naturwaldreservate)
- Más de 3.400 geotopos identificados

Cien geotopos especialmente valiosos están catalogados como los más bellos de Baviera. El área de protección natural más grande son los Alpes de Allgäu, mientras que el más pequeño es la formación rocosa Drabafelsen.

### Extensión y uso del suelo
Con una superficie de 70.541,57 kilómetros cuadrados, Baviera es el estado federado más extenso de Alemania, superando en casi 22.000 kilómetros cuadrados a Baja Sajonia. El Estado Libre de Baviera representa aproximadamente el 19 % del territorio nacional alemán. Su superficie es mayor que la de muchos países europeos, como los Países Bajos o Irlanda.

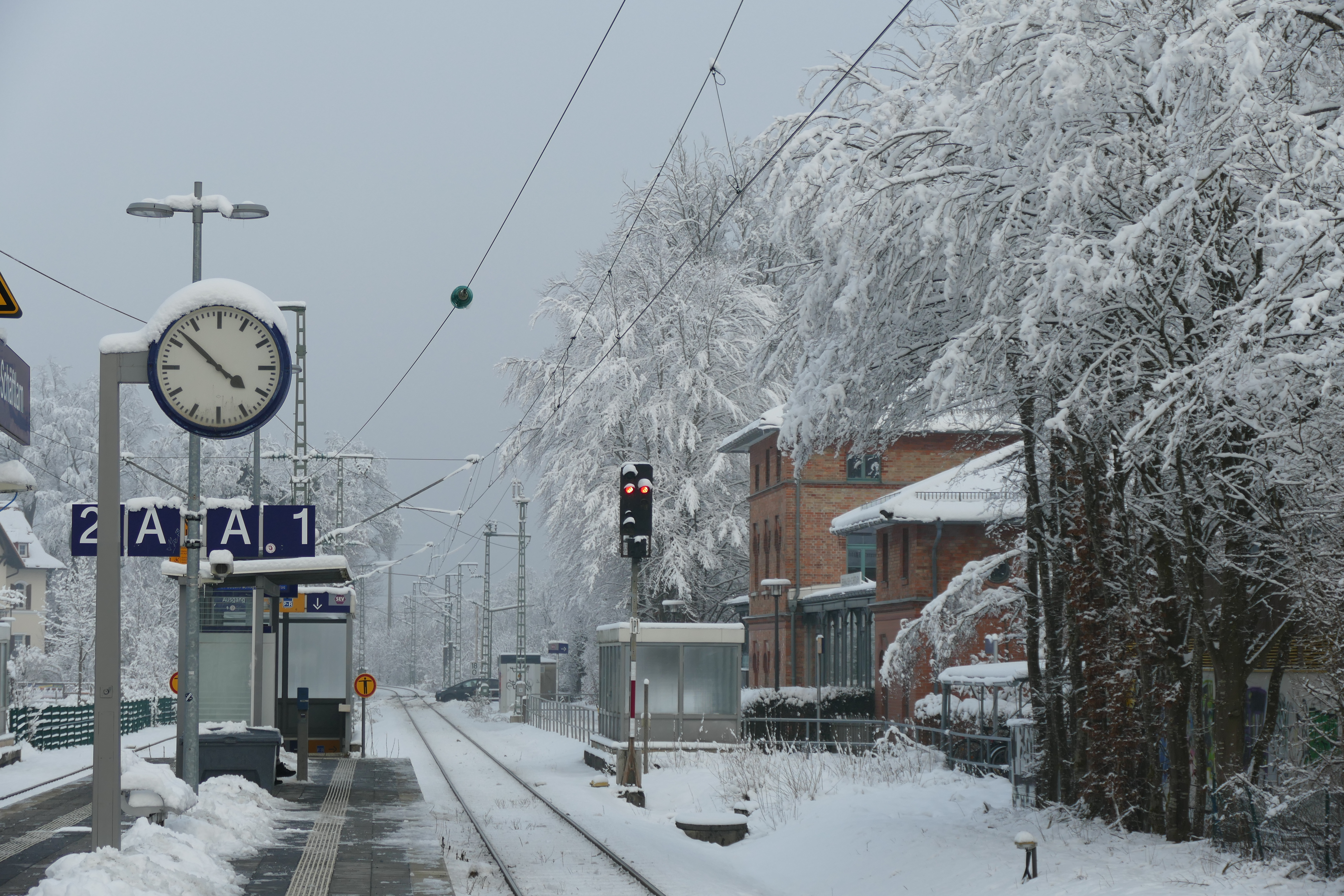
Paisaje de Baviera en Invierno

El territorio bávaro se extiende desde los 47° 16′ hasta los 50° 34′ de latitud norte, y desde los 8° 58′ hasta los 13° 50′ de longitud este. En dirección oeste-este, Baviera alcanza una extensión máxima de 260 kilómetros; en sentido norte-sur, de 366 kilómetros. La localidad más meridional de Baviera es Einödsbach; la más occidental, Großwelzheim; la más septentrional, Weimarschmieden; y la más oriental, Breitenberg. El punto más al sur de Baviera —y de toda Alemania— es el Haldenwanger Eck.
Aproximadamente el 86,1 % del territorio se destina a usos agrícolas y forestales. Un 12,0 % corresponde a zonas urbanizadas y de infraestructura vial.

### Clima
El clima en Baviera varía del noroeste al este, pasando de un clima oceánico (Cfb) relativamente equilibrado a un clima continental (Dfb). Aproximadamente en 100 días del año las temperaturas están por debajo de los cero grados Celsius. Los vientos del oeste aportan un promedio de 700 mm de precipitación anual, aunque en la vertiente norte de los Alpes pueden llegar localmente hasta 1800 mm por año. La duración media anual del sol oscila entre 1600 y 1900 horas. El mes más cálido suele ser julio, y el más frío, enero. El efecto Föhn influye en el clima de toda la región prealpina y puede extenderse ocasionalmente hasta los montes de Franconia.

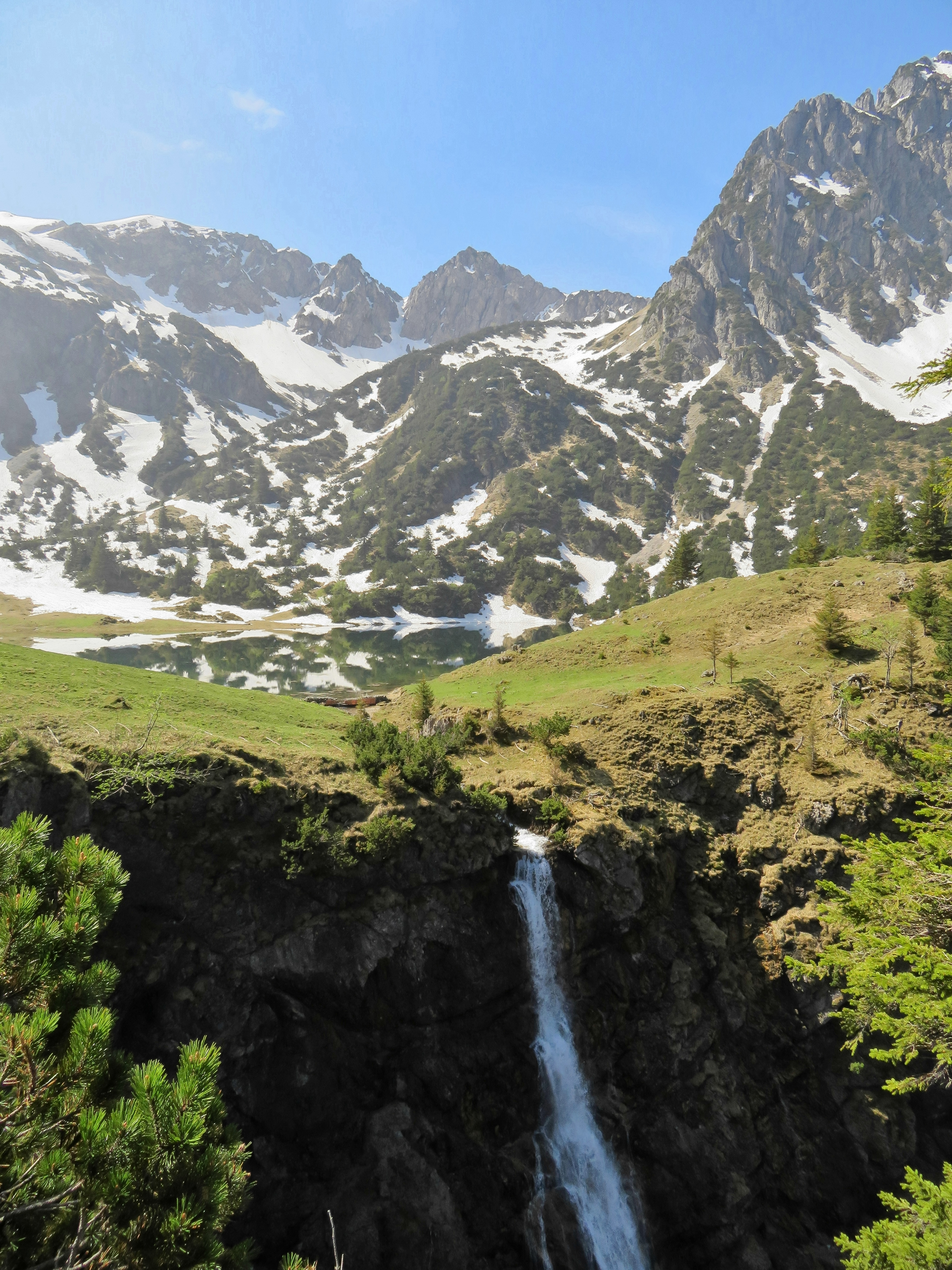
Lago inferior Gaisalpsee y Rubihorn

El norte de Baviera es más cálido y seco que el sur; la región de Würzburg cuenta con la mayor cantidad de días soleados del sur de Alemania.
Los efectos del calentamiento global también se manifiestan en Baviera. Los meses de verano tienden a volverse más calurosos y secos. Por ejemplo, junio de 2019 fue el junio más cálido registrado en Baviera desde el inicio de las observaciones, y el invierno 2019/2020 estuvo en promedio tres grados Celsius por encima de la media histórica en todo el estado. El 20 de diciembre de 2019 se registró en Piding una temperatura récord de 20,2 °C.
Durante los meses de invierno, las precipitaciones tienden a aumentar, con más lluvias que nevadas. Los fenómenos meteorológicos extremos, como las inundaciones en Europa Central en 2013 o las fuertes nevadas de enero de 2019, son cada vez más frecuentes.
Una consecuencia del calentamiento es la continua desaparición de los glaciares alpinos bávaros. De los cuatro glaciares existentes, sólo el Höllentalferner tiene perspectivas de sobrevivir a medio plazo. Por ejemplo, desde la década de 1980 el glaciar Schneeferner meridional ha desaparecido por completo, salvo algunos restos.

## Política

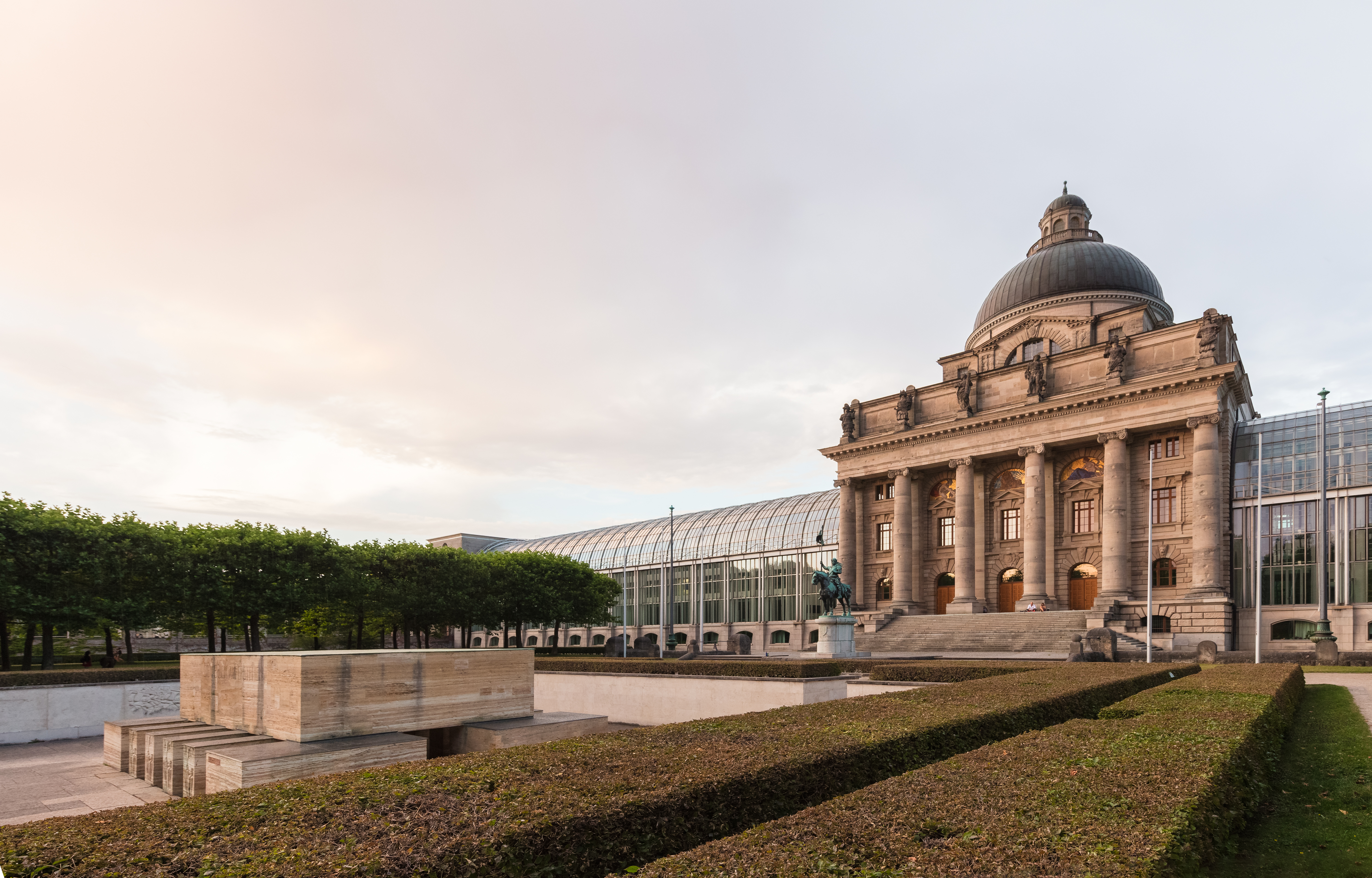
Edificio del Gobierno Estatal de Baviera en Múnich.

En el ámbito político de la Unión Europea (UE), Baviera es considerado el principal feudo del Partido Popular Europeo en Alemania. Su filial en el estado, la Unión Social Cristiana de Baviera (CSU), ha ganado todas las elecciones en este estado en el período democrático desde 1947, aunque ha ido perdiendo fuerza con el paso de los años. En las elecciones regionales de septiembre de 2008 la CSU perdió la mayoría absoluta, lo que provocó la dimisión de su líder Günther Beckstein. En las elecciones de septiembre de 2013 recuperó la mayoría absoluta con el 49 % de los votos, perdiéndola nuevamente cinco años más tarde. Actualmente, el gobierno estatal bávaro consiste en una coalición entre la CSU y los Freie Wähler, con Markus Söder como ministro-presidente.

### Administración

#### Regiones administrativas

Regiones administrativas de Baviera

Baviera está dividida administrativamente en siete regiones administrativas (Regierungsbezirke):
- Baja Franconia (Unterfranken) (Wurzburgo)
- Alta Franconia (Oberfranken) (Bayreuth)
- Franconia Central (Mittelfranken) (Ansbach)
- Suabia (Schwaben) (Augsburgo)
- Alto Palatinado (Oberpfalz) (Ratisbona)
- Alta Baviera (Oberbayern) (Múnich)
- Baja Baviera (Niederbayern) (Landshut)

#### Distritos y ciudades independientes
Estas regiones agrupan a 71 distritos y 25 ciudades independientes:
| 1. Aichach-Friedberg 2. Altötting 3. Amberg 4. Ansbach 5. Aschaffenburgo 6. Augsburgo 7. Bad Kissingen 8. Bad Tölz 9. Bamberg 10. Bayreuth 11. Berchtesgadener 12. Cham 13. Coburgo 14. Dachau 15. Deggendorf 16. Dilinga 17. Dingolfing 18. Danubio-Ries | 19. Ebersberg 20. Eichstätt 21. Erding 22. Erlangen-Höchstadt 23. Forchheim 24. Frisinga 25. Freyung 26. Fürstenfeldbruck 27. Fürth 28. Garmisch 29. Gunzburgo 30. Haßberge 31. Hof 32. Kelheim 33. Kitzingen 34. Kronach 35. Kulmbach 36. Landsberg | 37. Landshut 38. Lichtenfels 39. Lindau 40. Main-Spessart 41. Miesbach 42. Miltenberg 43. Mühldorf 44. Múnich 45. Neuburg 46. Neumarkt (AP) 47. Neustadt 48. Neustadt 49. Nuevo Ulm 50. País de Núremberg 51. Alta Algovia 52. Algovia Oriental 53. Passau 54. Pfaffenhofen | 55. Regen 56. Ratisbona 57. Rhön 58. Rosenheim 59. Roth 60. Rottal-Inn 61. Schwandorf 62. Schweinfurt 63. Starnberg 64. Straubing 65. Tirschenreuth 66. Traunstein 67. Baja Algovia 68. Weilheim 69. Weißenburg 70. Wunsiedel 71. Wurzburgo |  |

Las 25 ciudades independientes son: Amberg, Ansbach, Aschaffenburgo, Augsburgo, Bamberg, Bayreuth, Coburgo, Erlangen, Fürth, Hof, Ingolstadt, Kaufbeuren, Kempten, Landshut, Memmingen, Múnich, Núremberg, Passau, Ratisbona, Rosenheim, Schwabach, Schweinfurt, Straubing, Weiden y Wurzburgo.

## Economía

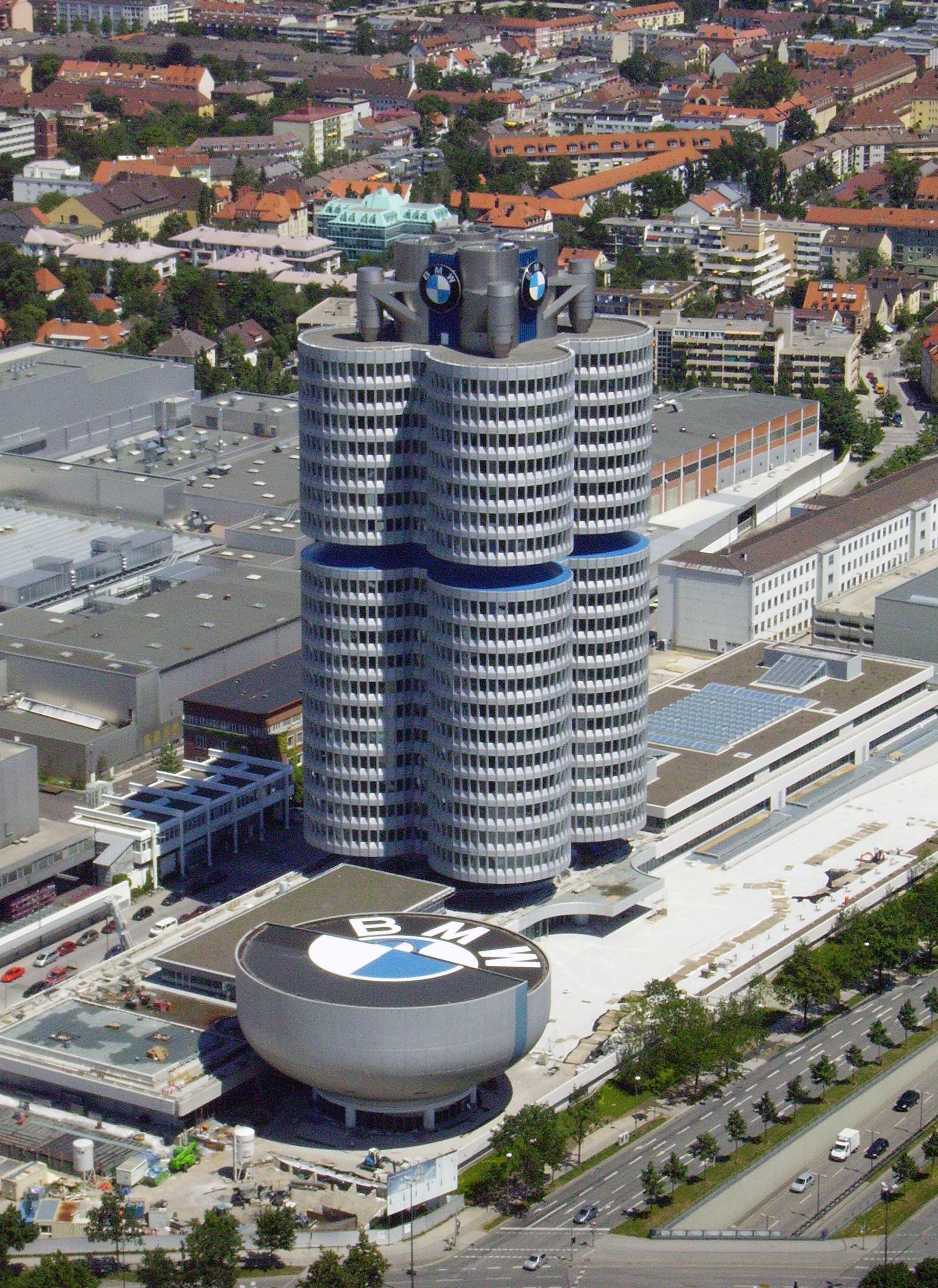
Sede central de BMW.

Baviera representa el 18,2% del PIB de Alemania, presentando el mayor IDH entre los Lander, así como el mayor nivel de renta per cápita del país.
En Baviera se encuentra la sede central de numerosas sociedades y empresas de renombre mundial, las automotrices como Audi (Ingolstadt) y BMW (Múnich), las industriales Siemens AG y MAN AG, firmas deportivas como Adidas y Puma (Herzogenaurach) y la aseguradora Allianz, además de varias empresas multinacionales que tienen una de sus sedes en este estado.
La tasa de desempleo se situó en 3,2 % frente al 4,3 % en Alemania (noviembre de 2019).
Baviera es el primer destino turístico en Alemania.
En Hallertau, una región entre Múnich e Ingolstadt, se cultiva el lúpulo, considerado “el oro verde” de Baviera. De las cerca de 19.000 hectáreas cultivadas en Alemania, 14.220 se encuentran en esta región.

## Cultura
En la capital, Múnich, se ubica la sede de la Biblioteca Estatal de Baviera, biblioteca central del Estado Federal Libre de Baviera y una de la bibliotecas europeas más importantes.

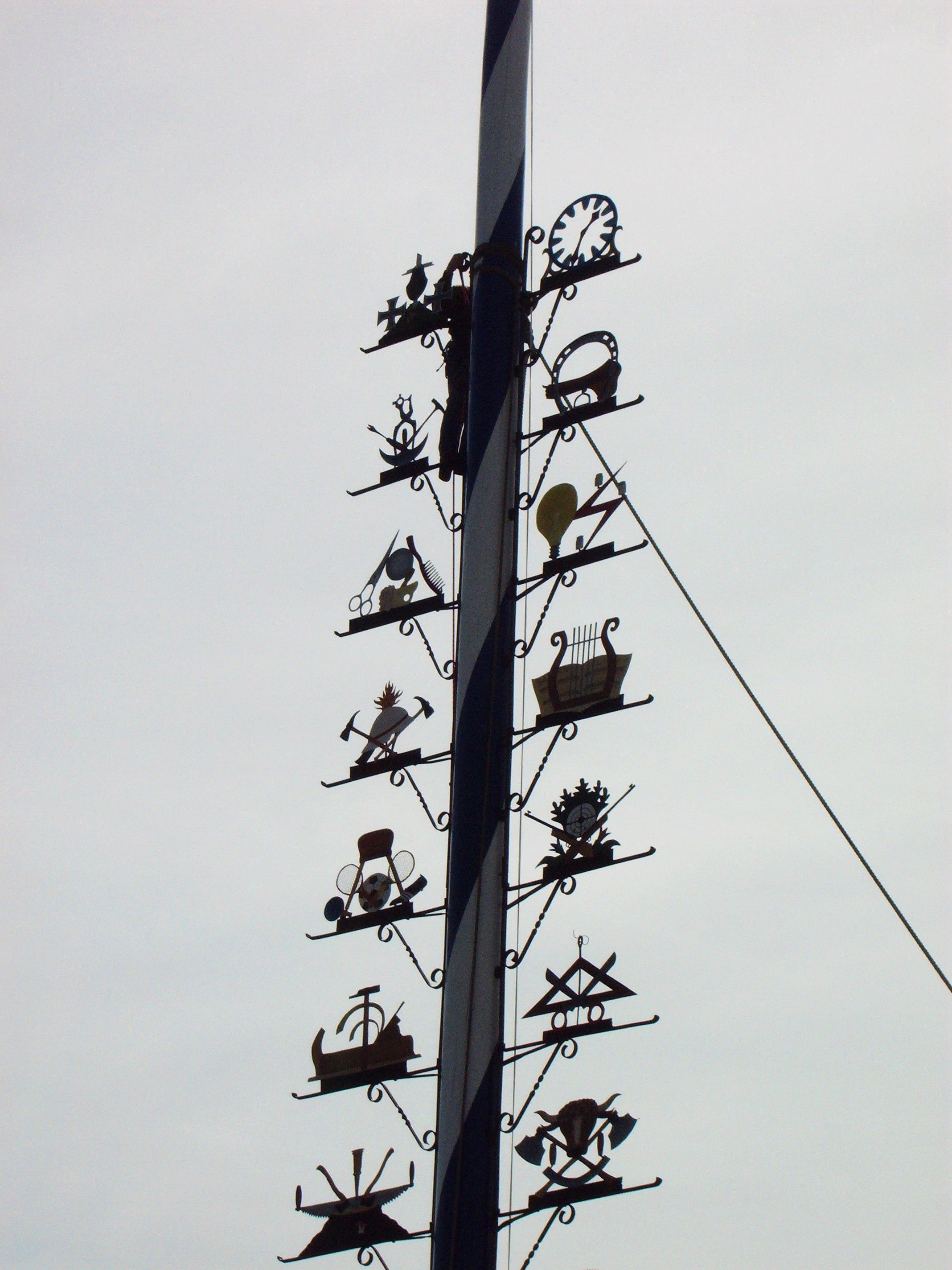
Un Maibaum en Fuchstal, Baviera.

Los bávaros suelen mostrarse especialmente orgullosos de sus tradiciones. El traje típico bávaro (Tracht) sigue siendo utilizado en ocasiones especiales. En él se distingue el Lederhose de los hombres y el Dirndl de las mujeres.
En muchos pueblos bávaros aún se conservan largos postes de madera, con astas horizontales llamados Maibaum, que en la Edad Media sirvieron como un callejero del pueblo, con figuritas en el palo representando los negocios de la villa. En la música tradicional destaca el uso de la gaita en la región del Alto Palatinado, remanente de la antigua herencia cultural céltica y germánica de la región.

### Religión
La fe predominante es el catolicismo, particularmente en las zonas meridionales y en la Baja Franconia. Según el último Kirchliche Statistik Eckdaten (censo religioso) de la Conferencia Episcopal Alemana, Baviera es uno de los dos estados con mayoría absoluta de población católica (50,5% en el 2016).
Por otro lado, la Iglesia Evangélica (18,8 %), tiene una presencia significativa en grandes partes de Franconia. La religión es importante para muchos bávaros, como se expresa en el típico saludo suabo-austro-bávaro "Grüß Gott!" (algo así como "¡Saludos a Dios!"). El papa Benedicto XVI, nació en Marktl am Inn, en la Alta Baviera, y fue arzobispo de Múnich y Freising.
Otras minorías religiosas son la ortodoxa (rumanos, ucranianos, griegos, búlgaros, serbios, etc.) con un 3% de la población, y la musulmana (turcos, árabes y africanos) con un 4%.

### Gastronomía

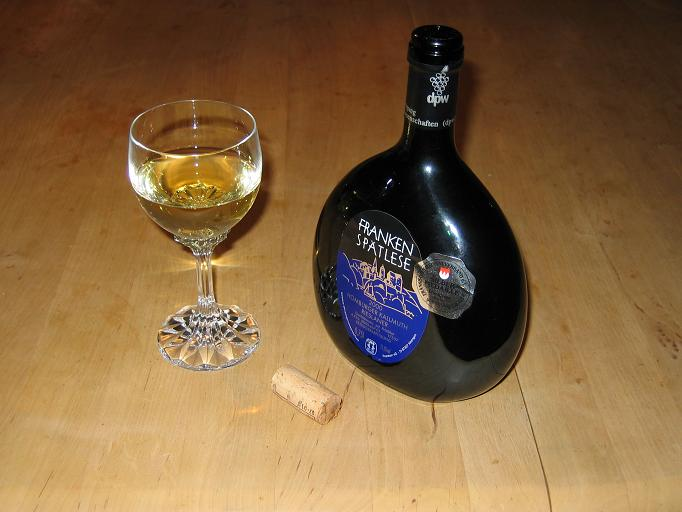
Bocksbeutel, típico envase del vino de Franconia.

La gastronomía es un aspecto fundamental de la cultura bávara, existiendo gran cantidad de platos y bebidas que no se encuentran en otras regiones de Alemania, como por ejemplo la Weißwurst (salchicha blanca). Un componente central de la gastronomía bávara es la cerveza. Esta suele servirse en vasos de medio litro y en los festivales como el Oktoberfest en unidades de litro (llamadas "Maß" - mass) y su pureza está regida tradicionalmente por el Reinheitsgebot, una serie de normas establecidas por el duque de Baviera en 1516, según la cual la cerveza puede contener únicamente tres ingredientes: agua, cebada y lúpulo. En 1906 el Reinheitsgebot se convirtió en ley, siendo abolida a finales del siglo XX por incompatibilidad con las leyes de la Unión Europea. Muy relacionados con la cerveza están los festivales tradicionales bávaros, entre los que destaca el Oktoberfest o festival de octubre.
Baviera es también importante en producción de vino, del que destaca el de la región vinícola de Franconia. El vino de franconia se envasa tradicionalmente en las llamadas Bocksbeutel, bastante anchas, y que sirven como identificación de la denominación de origen. En muchos pueblos de Franconia se siguen realizando festivales del vino.

### Festival de Bayreuth

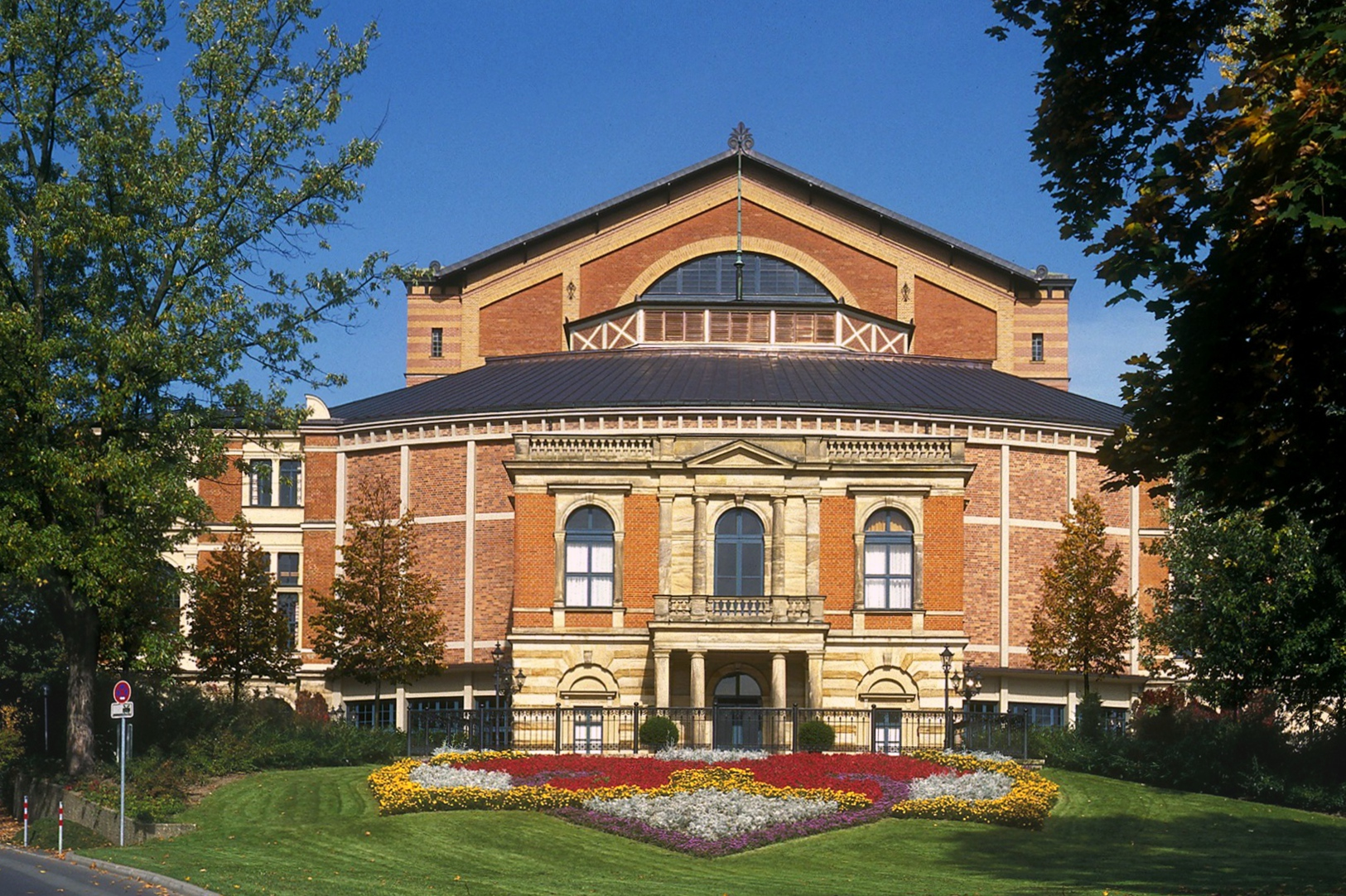
Festspielhaus de Bayreuth

El Festival Richard Wagner dedicado a la representación de óperas de la autoría de este compositor alemán del siglo XIX, es el más importante de Alemania. Se celebra cada año en la ciudad bávara de Bayreuth.

### Deporte

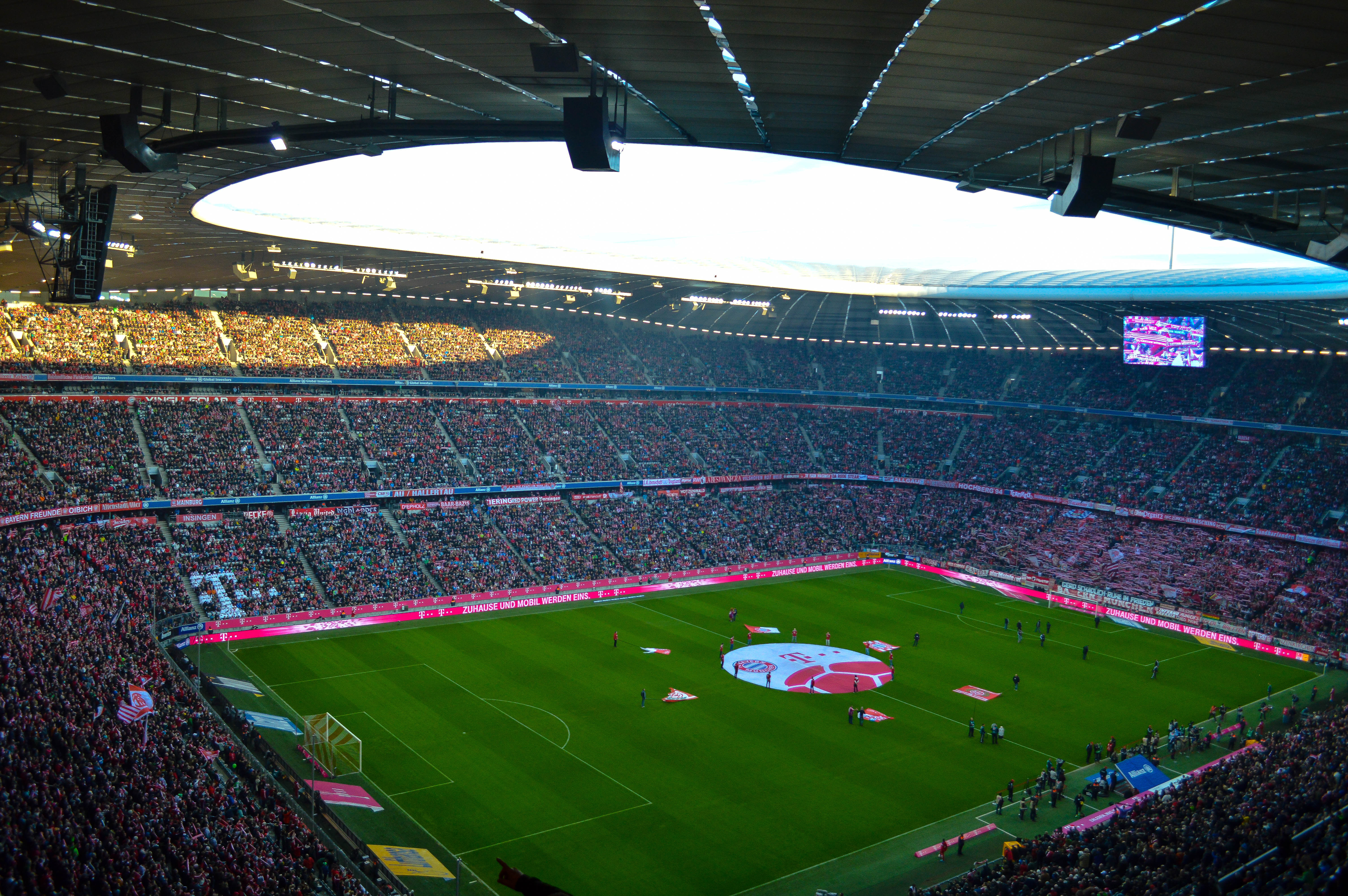
Allianz Arena

La capital de Baviera, Múnich, fue sede de los Juegos Olímpicos de 1972, con epicentro en el Estadio Olímpico de Múnich.
La capital es sede del Bayern de Múnich, entidad polideportiva que destaca por su sección de fútbol: es el club de fútbol más popular de Alemania y el más laureado en las tres competiciones más importantes del fútbol alemán, como son la Bundesliga, la DFB-Pokal (Copa de Alemania) y la DFL-Supercup (Supercopa de Alemania); es también uno de los clubes más destacados del fútbol europeo y mundial, al obtener a escala europea seis ediciones de la Liga de Campeones de la UEFA, una edición de la Recopa de la UEFA, una de la Liga Europa de la UEFA y una Supercopa de Europa; también es uno de los cinco clubes que ha logrado las tres máximas competencias europeas y ha obtenido dos de la Copa Intercontinental y una Copa Mundial de Clubes a nivel mundial; por último, es también uno de los tres clubes que ha logrado un triplete y el Mundial de Clubes. Otros equipos de fútbol profesionales de Baviera son el 1. FC Nürnberg, el segundo club más exitoso de Baviera, al ser el tercer club con más campeonatos nacionales con 9 títulos y el cuarto club con más títulos en la Copa de Alemania, y que disputa junto al Bayern el "Derby de Baviera".
El TSV 1860 Múnich, segundo club más importante de la ciudad de Múnich y rival histórico del Bayern, con quien disputa el (Derbi de Múnich). El TSV 1860 a nivel nacional fue campeón de la Bundesliga en una ocasión, de la copa de Alemania en dos ocasiones y a nivel internacional fue subcampeón de la Recopa Europea. Otros clubes de fútbol del estado federado de Baviera son el FC Augsburgo, el FC Ingolstadt 04 y el SpVgg Greuther Fürth.
Entre los estadios más destacados de Baviera se destacan, además del ya mencionado Estadio Olímpico de Múnich (69.250 espectadores) el Allianz Arena, también de Múnich (75.000 espectadores), el Grundig Stadion (41.926 espectadores) de la ciudad de Núremberg y el WWK Arena (30.660 espectadores) de Augsburgo. Debido a esto, la región formó parte de la Copa Mundial de Fútbol de 1974, la Eurocopa 1988, la Copa Mundial de Fútbol de 2006, la Copa Mundial Femenina de Fútbol Sub-20 de 2010 y la Copa Mundial Femenina de Fútbol de 2011 eventos realizados en Alemania.
El ya mencionado SpVgg Unterhaching de la ciudad de Unterhaching a las afueras de Múnich y cuya sección de Fútbol no es destacada, es ampliamente reconocido por su disciplina en Bobsleigh, habiendo conquistado varios títulos mundiales y olímpicos.
En la ciudad de Núremberg se encuentra el Norisring, que es un circuito de carreras callejero inaugurado en 1947. Allí han corrido el Deutsche Rennsport Meisterschaft, el Campeonato Mundial de Resistencia y el Deutsche Tourenwagen Masters.
El Torneo de Múnich de tenis masculino forma parte del ATP World Tour 250.

## Hermanamientos y convenios
- desde 1987: Shandong,  China
- desde 1989: Quebec,  Canadá
- desde 1995: Cabo Oriental,  Sudáfrica
- desde 1995: Gauteng,  Sudáfrica
- desde 1997: São Paulo,  Brasil
- desde 2004: Guangdong,  China
- desde 2007: Karnataka,  India
- desde 2007: Georgia,  Estados Unidos